# Chennai
Chennai (Tamil: சென்னை Ceṉṉai [ˈtʃenːɛi]), bis 1996 Madras (Tamil: மெட்ராஸ் Meṭrās [ˈmeɖraːs] oder மதராஸ் Matarās [ˈmad̪əraːs]), ist die Hauptstadt des indischen Bundesstaates Tamil Nadu. Sie liegt an der Ostküste Südindiens am Golf von Bengalen. Nach der Volkszählung 2011 ist Chennai mit 4,6 Millionen Einwohnern die sechstgrößte Stadt Indiens. Durch eine Stadterweiterung im Jahr 2011 ist die Einwohnerzahl mittlerweile auf geschätzte 6,5 Millionen angestiegen. In der Agglomeration leben 8,7 Millionen Menschen. Damit ist Chennai Zentrum des fünftgrößten Ballungsraums in Indien.
Chennai entstand während der britischen Kolonialzeit um das 1640 gegründete Fort St. George herum. Unter dem Namen Madras war die Stadt ein wichtiges Zentrum des britischen Empires in Indien. Der offizielle Name wurde 1996 in Chennai geändert.

## Der Name der Stadt

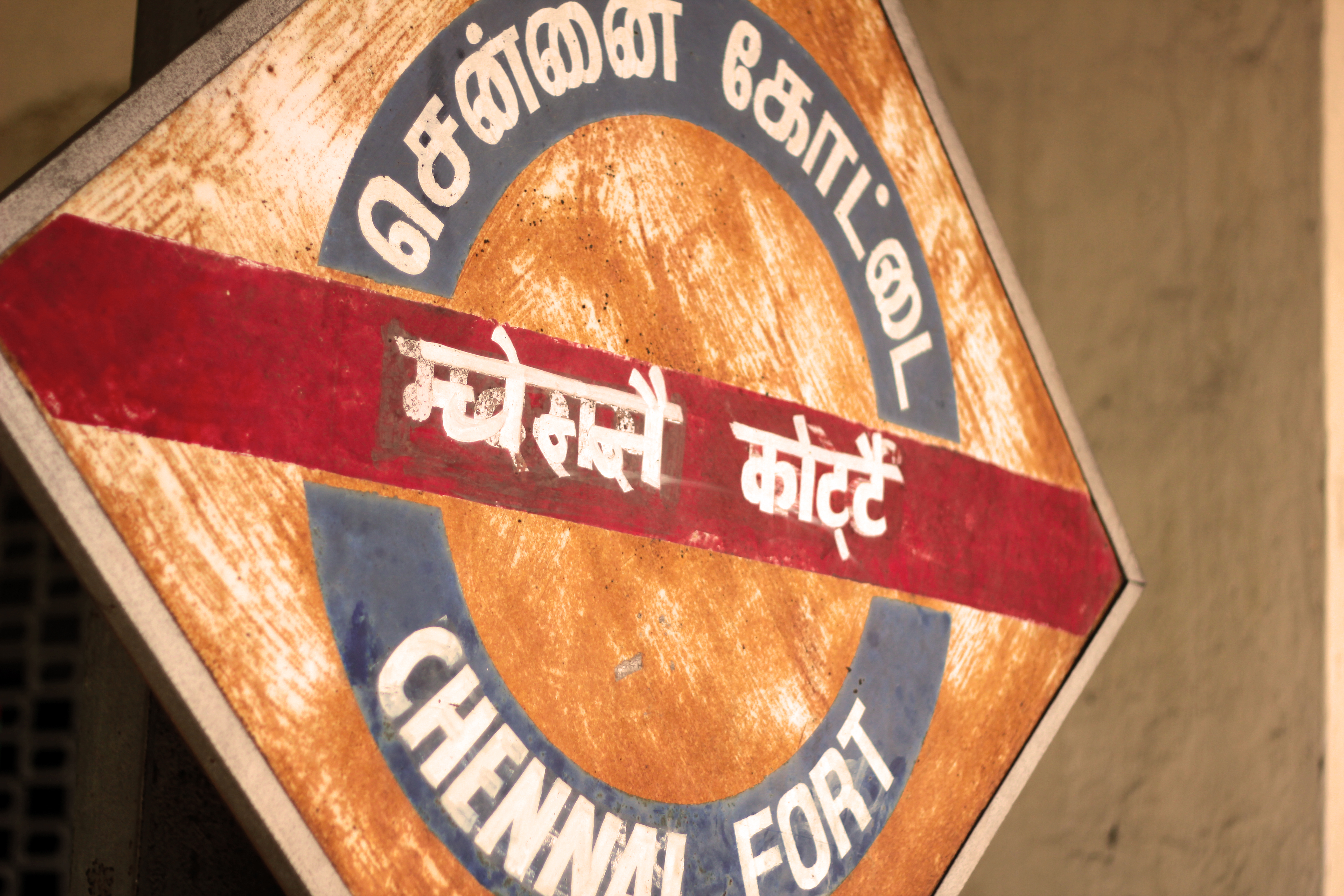
Dreisprachiges Schild (Tamil, Hindi, Englisch) am Bahnhof Chennai Fort. Auf Hindi wurde Madras mit Chennai überschrieben.

Seit 1996 lautet der Name der Stadt offiziell Chennai, der alte Name Madras ist aber nach wie vor verbreitet. Beide Namen sind seit dem 17. Jahrhundert parallel in Gebrauch. Chennai ist die Kurzform von Chennappattinam (pattinam bedeutet „Stadt“) und war offenbar der Name der Siedlung, die sich um das 1639 von den Briten gegründete Fort St. George gebildet hatte. Der Name wird meist von einem lokalen Herrscher namens Chennappa Nayak abgeleitet. Madras oder Madrasapattinam scheint dagegen ursprünglich der Name eines nahegelegenen Dorfes gewesen zu sein. Der Ursprung des Namens ist unklar: Vorgeschlagen wurden Herleitungen vom arabischen Wort Madrasa für „Schule“ (wörtlich „Ort des Studiums“), dem portugiesischen Madre de Deus („Muttergottes“, nach einer gleichnamigen Kirche), einer portugiesischen Händlersippe namens Madeiros und sogar vom Sanskrit-Wort Mandarajya („Reich der Einfältigen“).
Nachdem die beiden Orte zusammengewachsen waren, bürgerte sich im Englischen Madras als Name der Stadt ein, im Tamil blieb auch Chennai in Gebrauch. 1996 veranlasste die DMK-geführte Regierung von Tamil Nadu, dass der offizielle Name der Stadt von Madras in Chennai geändert wurde. Durch die Tilgung des eng mit der britischen Kolonialgeschichte verbundenen und als „un-tamilisch“ empfundenen Namens Madras konnte sowohl eine antikoloniale Stimmung bedient als auch die tamilische Identität der Stadt betont werden. In ähnlicher Weise sind bei einer Reihe anderer indischer Städte die kolonialzeitlichen Namensformen ersetzt worden (vgl. die Umbenennung von Bombay in Mumbai und Calcutta in Kolkata).

## Geographie

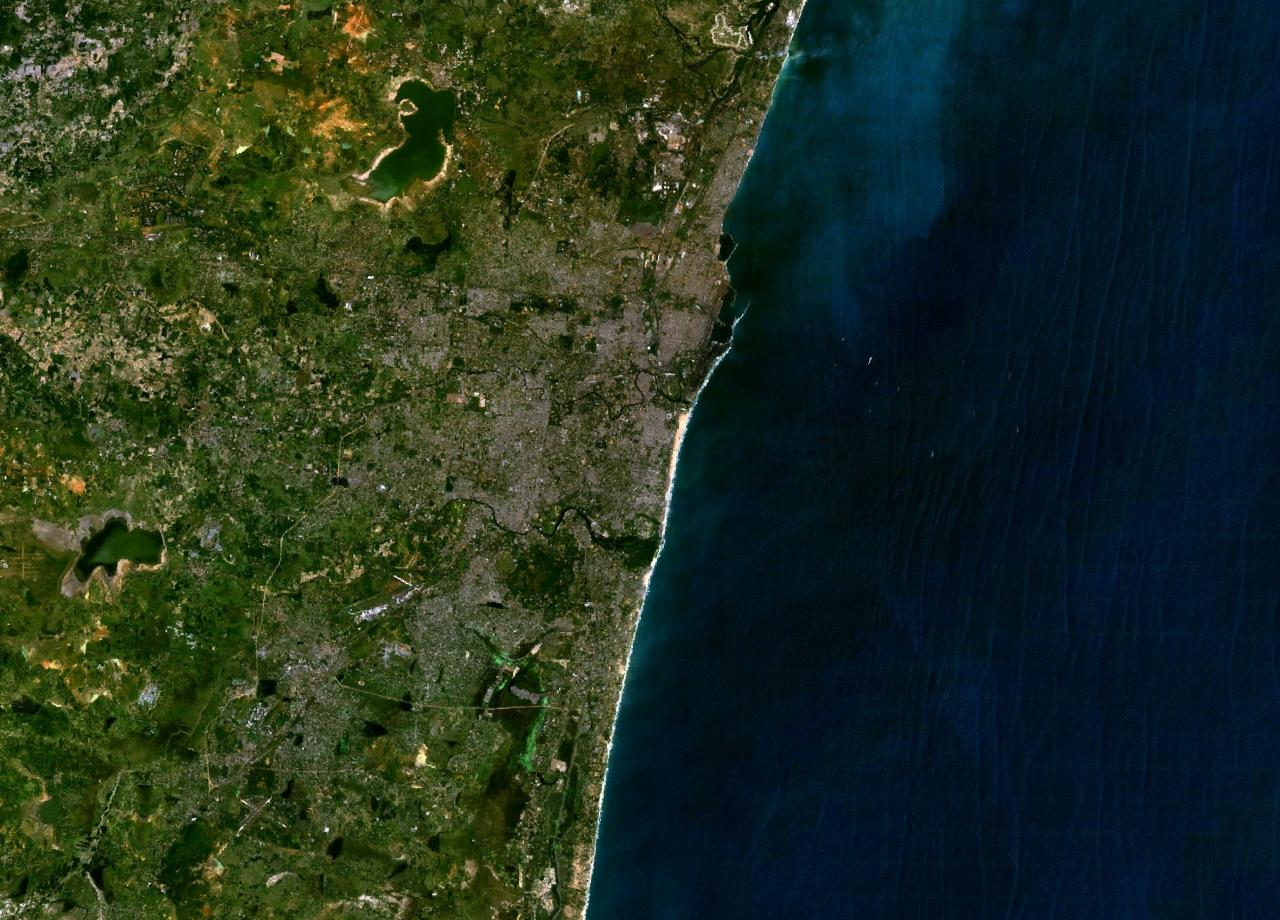
Satellitenbild von Chennai und Umgebung

### Lage und Ausdehnung
Chennai liegt im Südosten Indiens an der Koromandelküste am Golf von Bengalen. Innerhalb des Bundesstaates Tamil Nadu befindet sich die Hauptstadt Chennai weit im Nordosten. Zur Grenze des nördlichen Nachbarbundesstaates Andhra Pradesh sind es nur rund 40 Kilometer, während das Kap Komorin, der südlichste Punkt Tamil Nadus und ganz Indiens, 625 Kilometer entfernt ist.
Die Stadt Chennai hat seit dem Jahr 2011 eine Fläche von 426 Quadratkilometern. Vor der Erweiterung umfasste das administrative Stadtgebiet Chennais nur 174 Quadratkilometer, während die Agglomeration weit über deren Grenzen hinausgewachsen war. Parallel zur Stadt Chennai existiert der Distrikt Chennai, einer von 32 Distrikten Tamil Nadus. Zur Metropolregion Chennai (Chennai Metropolitan Area) gehört neben der eigentlichen Stadt das weitere Einzugsgebiet Chennais in den Nachbardistrikten Tiruvallur und Kanchipuram. Sie hat eine Fläche von 1189 Quadratkilometern.
Chennai liegt in der flachen Küstenebene mit einer durchschnittlichen Höhe von nur sechs Metern über dem Meeresspiegel. Auf der Seeseite Chennais liegt der 13 Kilometer lange Sandstrand Marina Beach. Durch die Stadt fließen die Flüsse Cooum und Adyar. Der Cooum mündet im nördlichen Teil, der Adyar im südlichen Teil Chennais ins Meer. Fünf Kilometer landeinwärts verläuft parallel zur Küste der Buckingham-Kanal und verbindet die beiden Flüsse miteinander. Im Südwesten Chennais erheben sich einige isolierte Hügel aus der ansonsten flachen Umgebung. Deren bekanntester ist der St. Thomas Mount. Nordwestlich der Stadt befinden sich mehrere Seen unterschiedlicher Größe.

### Stadtgliederung

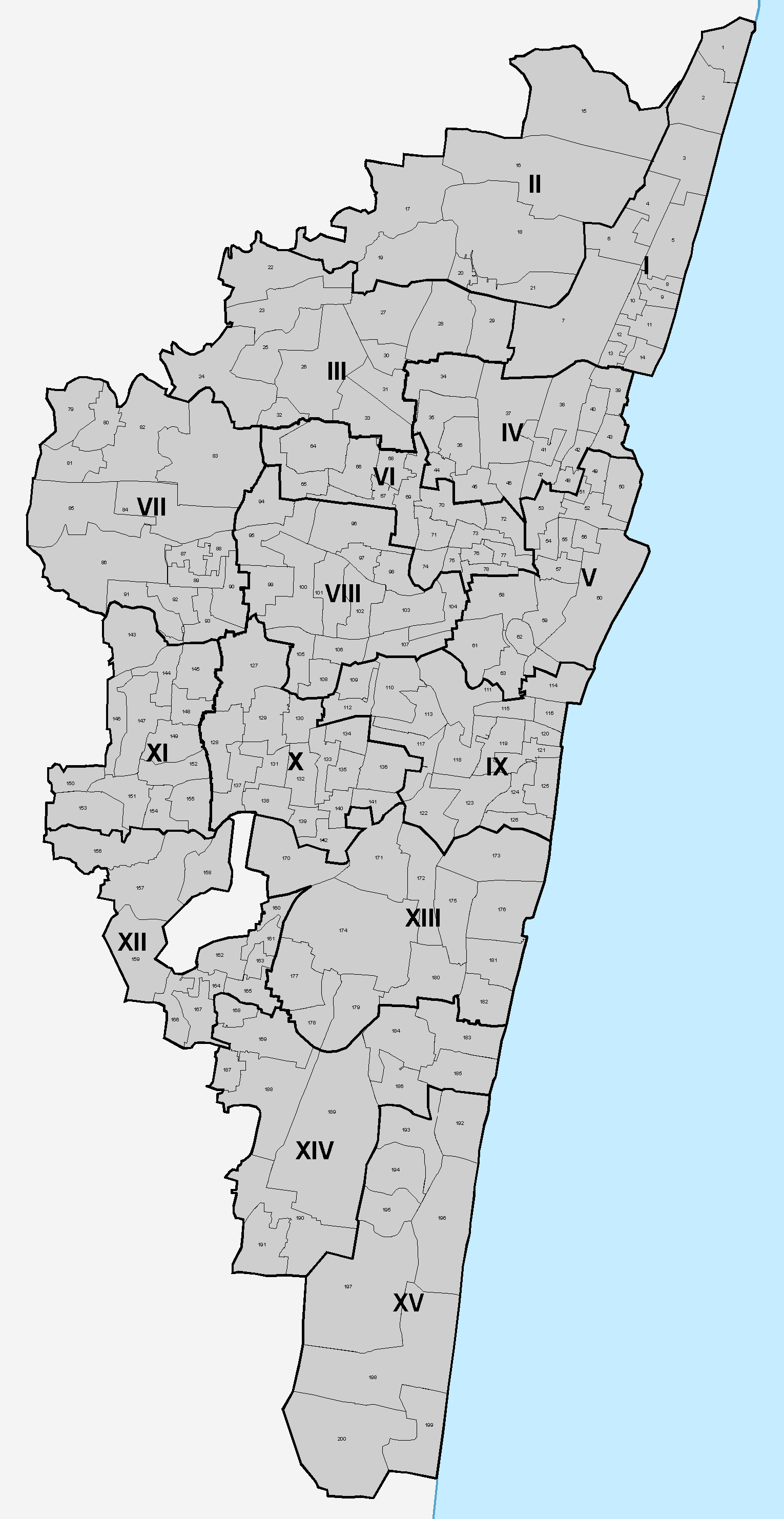
Karte der Zonen und Stadtviertel Chennais

Seit der Stadterweiterung von 2011 ist Chennai in 200 Stadtviertel (wards) eingeteilt. Jedes Stadtviertel wird von einem Stadtrat (councillor) in der Stadtregierung von Chennai vertreten. Die 200 Stadtviertel werden zu folgenden 15 Zonen (zones) zusammengruppiert:
- I Tiruvottiyur
- II Manali
- III Madhavaram
- IV Tondiarpet
- V Royapuram
- VI Tiru Vi. Ka. Nagar
- VII Ambattur
- VIII Annanagar
- IX Teynampet
- X Kodambakkam
- XI Valasaravakkam
- XII Alandur
- XIII Adyar
- XIV Perungudi
- XV Sholinganallur

### Klima
In Chennai herrscht ein wechselfeuchtes Tropenklima vor. Das Klima ist ganzjährig feucht-heiß und wird nur durch gelegentliche Meeresbrisen erträglicher. Die Jahresmitteltemperatur beträgt 28,6 °C. Die Temperaturen unterliegen dabei im Jahresverlauf nur geringen Schwankungen: Der wärmste Monat ist der Mai mit einer Durchschnittstemperatur von 33,0 °C, der kühlste der Januar mit 24,3 °C. Die Niederschlagsverhältnisse werden in Chennai wie in ganz Indien maßgeblich vom Monsun beeinflusst. Anders als im größten Teil des Landes ist an der Südostküste die Hauptregenzeit der Winter- oder Nordostmonsun, der von Oktober bis Dezember ergiebige Regenfälle mit sich bringt. In diesen drei Monaten fällt mehr als die Hälfte des Jahresniederschlag von 1.197 Millimetern. Auch während des Sommermonsuns von Juli bis September kommt es zu Regenfällen, die Niederschlagsmengen sind aber geringer. Während der Trockenzeit zwischen Januar und Juni regnet es kaum.
|                       | Jan  | Feb  | Mär  | Apr  | Mai  | Jun  | Jul   | Aug   | Sep   | Okt   | Nov   | Dez   |   |         |
| Mittl. Tagesmax. (°C) | 28,9 | 30,6 | 32,7 | 34,7 | 37,5 | 37,3 | 35,4  | 34,5  | 33,9  | 31,9  | 29,5  | 28,5  | ⌀ | 33      |
| Mittl. Tagesmin. (°C) | 20,4 | 21,2 | 23,1 | 25,8 | 27,6 | 27,4 | 26,2  | 25,6  | 25,3  | 24,3  | 22,7  | 21,2  | ⌀ | 24,2    |
|                       |      |      |      |      |      |      |       |       |       |       |       |       |   |         |
| Niederschlag (mm)     | 34,5 | 12,5 | 15,3 | 17,7 | 42,9 | 53,7 | 100,8 | 129,2 | 125,3 | 290,9 | 348,9 | 145,6 | Σ | 1.317,3 |
|                       |      |      |      |      |      |      |       |       |       |       |       |       |   |         |
| Regentage (d)         | 2,7  | 0,9  | 0,7  | 1,1  | 2,4  | 7,5  | 12,8  | 14,2  | 10,2  | 13,5  | 12,9  | 8,4   | Σ | 87,3    |

| 20,4 |

| 21,2 |

| 23,1 |

| 25,8 |

| 27,6 |

| 27,4 |

| 26,2 |

| 25,6 |

| 25,3 |

| 24,3 |

| 22,7 |

| 21,2 |

| 20,4 |

| 21,2 |

| 23,1 |

| 25,8 |

| 27,6 |

| 27,4 |

| 26,2 |

| 25,6 |

| 25,3 |

| 24,3 |

| 22,7 |

| 21,2 |

## Geschichte

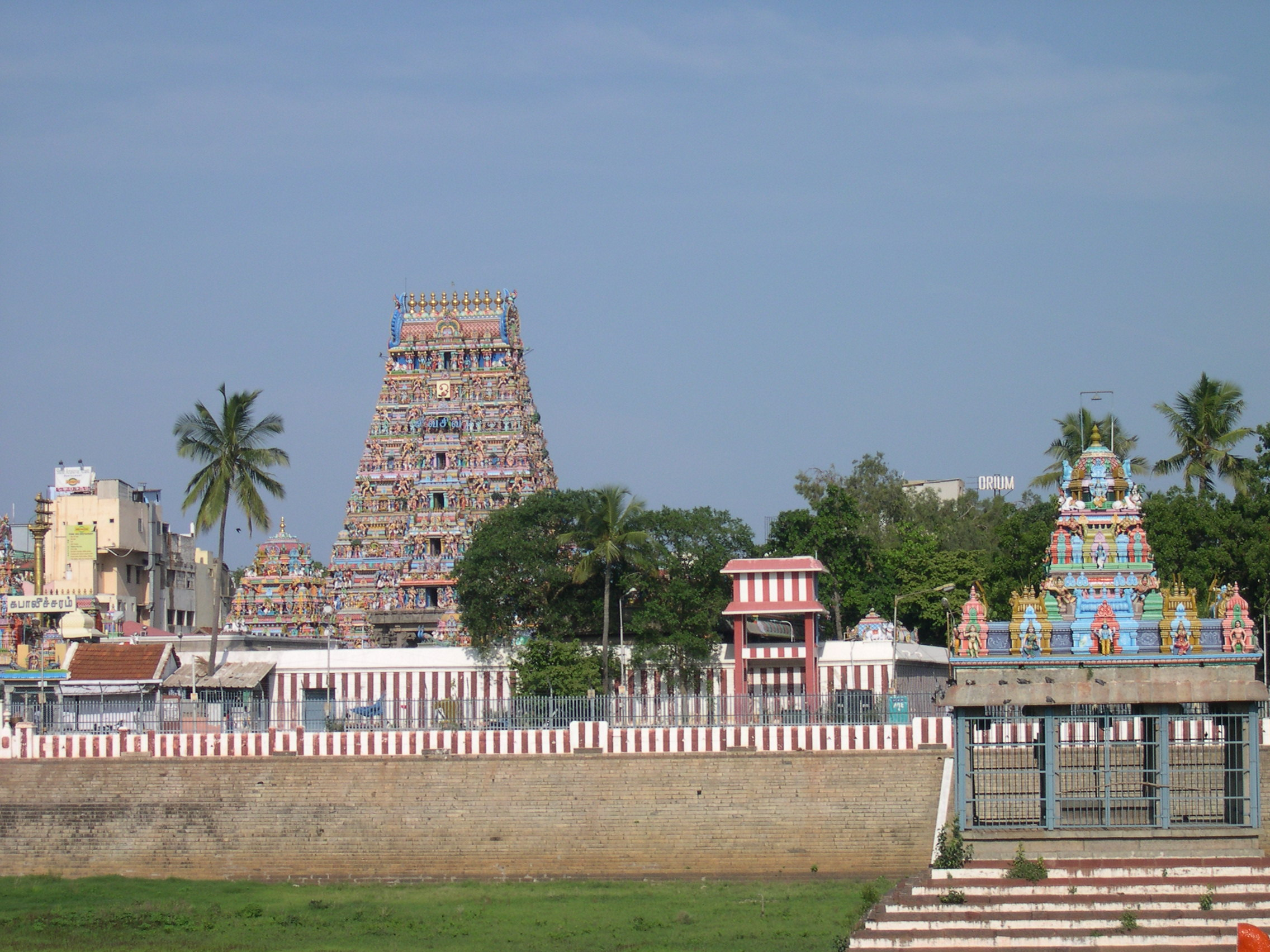
Der Kapaliswarar-Tempel in Mylapore geht auf die Pallava-Zeit zurück

### Vor der Stadtgründung
Die Stadt Chennai wurde erst im 17. Jahrhundert als britische Kolonie gegründet, die Geschichte mancher ihrer Stadtteile reicht aber deutlich weiter zurück. Vor allem Mylapore scheint bereits früh ein wichtiger Hafen gewesen zu sein, möglicherweise ist es mit dem im 2. Jahrhundert von dem griechischen Geografen Claudius Ptolemäus erwähnten Manarpha oder Maliarpha identisch. Der christlichen Überlieferung nach soll der Apostel Thomas nach dem Tod Jesu nach Mylapore gekommen sein und im Jahr 72 auf dem St. Thomas Mount den Märtyrertod erlitten haben. Später diente Mylapore den Pallava-Königen, die im 6. bis 9. Jahrhundert in Kanchipuram residierten, als Hafen. Die Tempel von Mylapore, Tiruvanmiyur und Tiruvottiyur werden bereits im 7./8. Jahrhundert in den shivaitischen Tevaram-Hymnen erwähnt, während die vishnuitischen Alvar-Hymnendichter zur gleichen Zeit den Tempel von Triplicane (Tiruvallikeni) besingen.
Die ersten Europäer in der Gegend von Chennai waren die Portugiesen, die 1523 in Mylapore die Kolonie São Tomé de Meliapore gründeten. Sie errichteten mehrere Kirchen, darunter eine auf dem St. Thomas Mount sowie eine an der Stelle der Grabstätte des Heiligen Thomas, und machten Mylapore zum Bischofssitz. Mit einer Unterbrechung zwischen 1662 und 1687 blieb Mylapore bis 1749 unter portugiesischer Herrschaft.

### Kolonialzeit

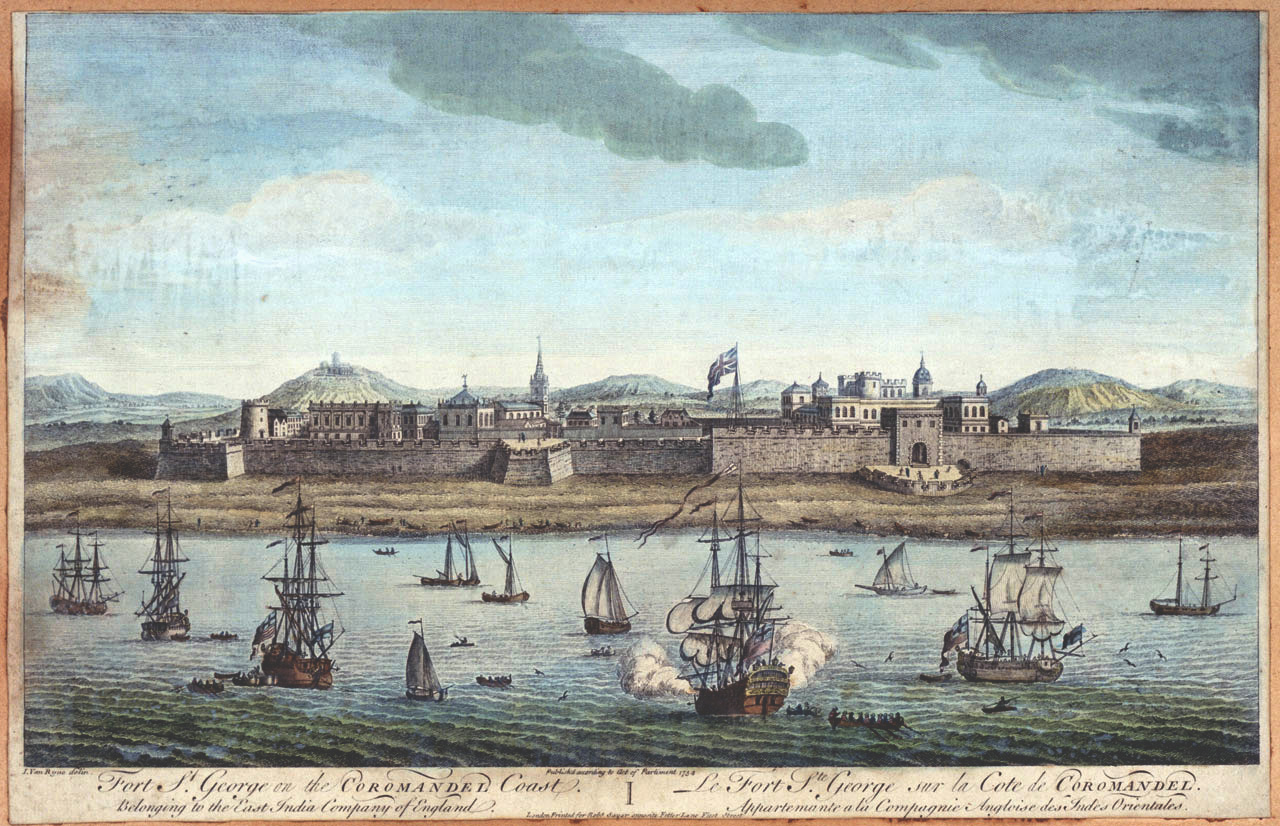
Das Fort St. George (Zeichnung von 1754)

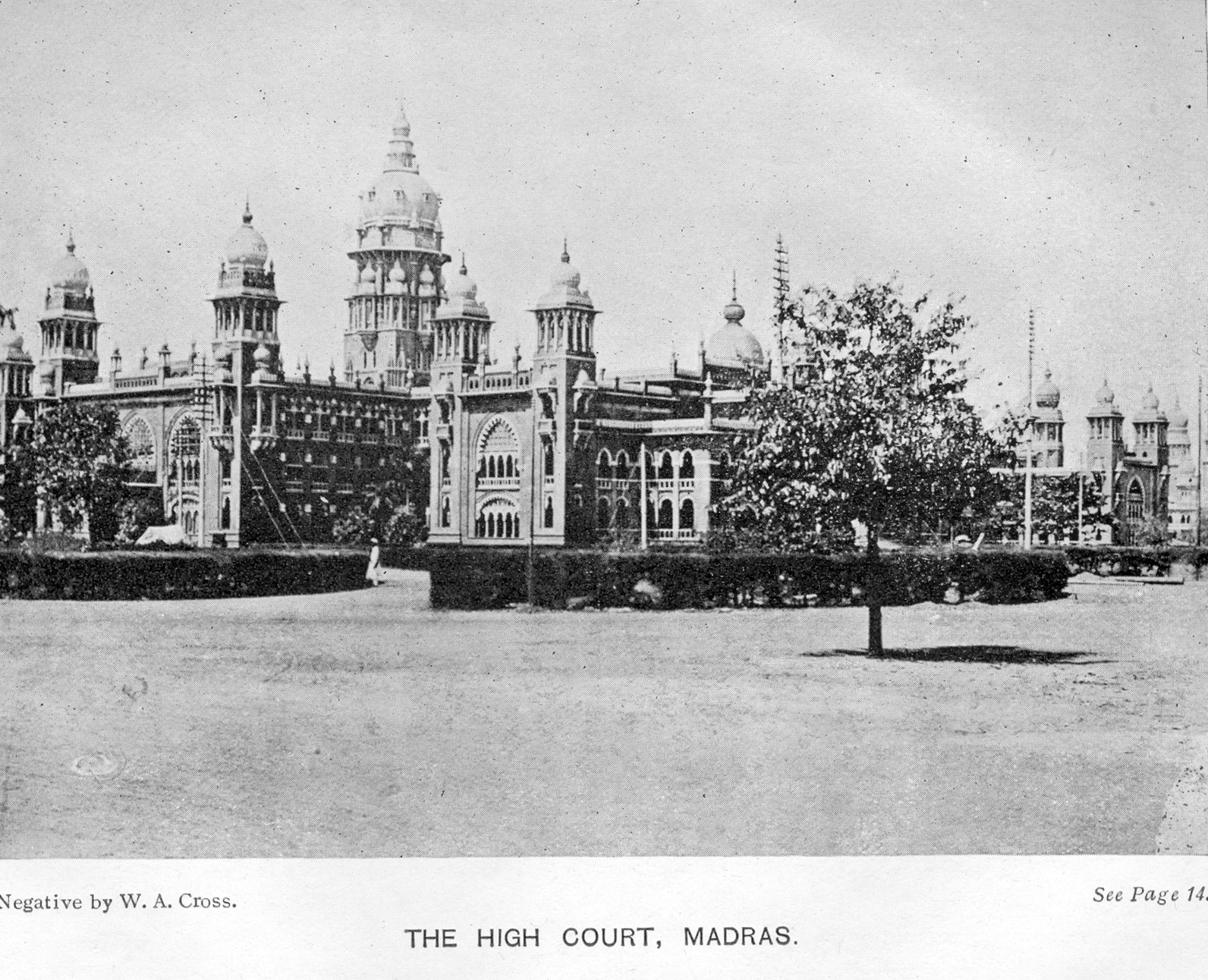
Fotografie des Madras High Court (1913)

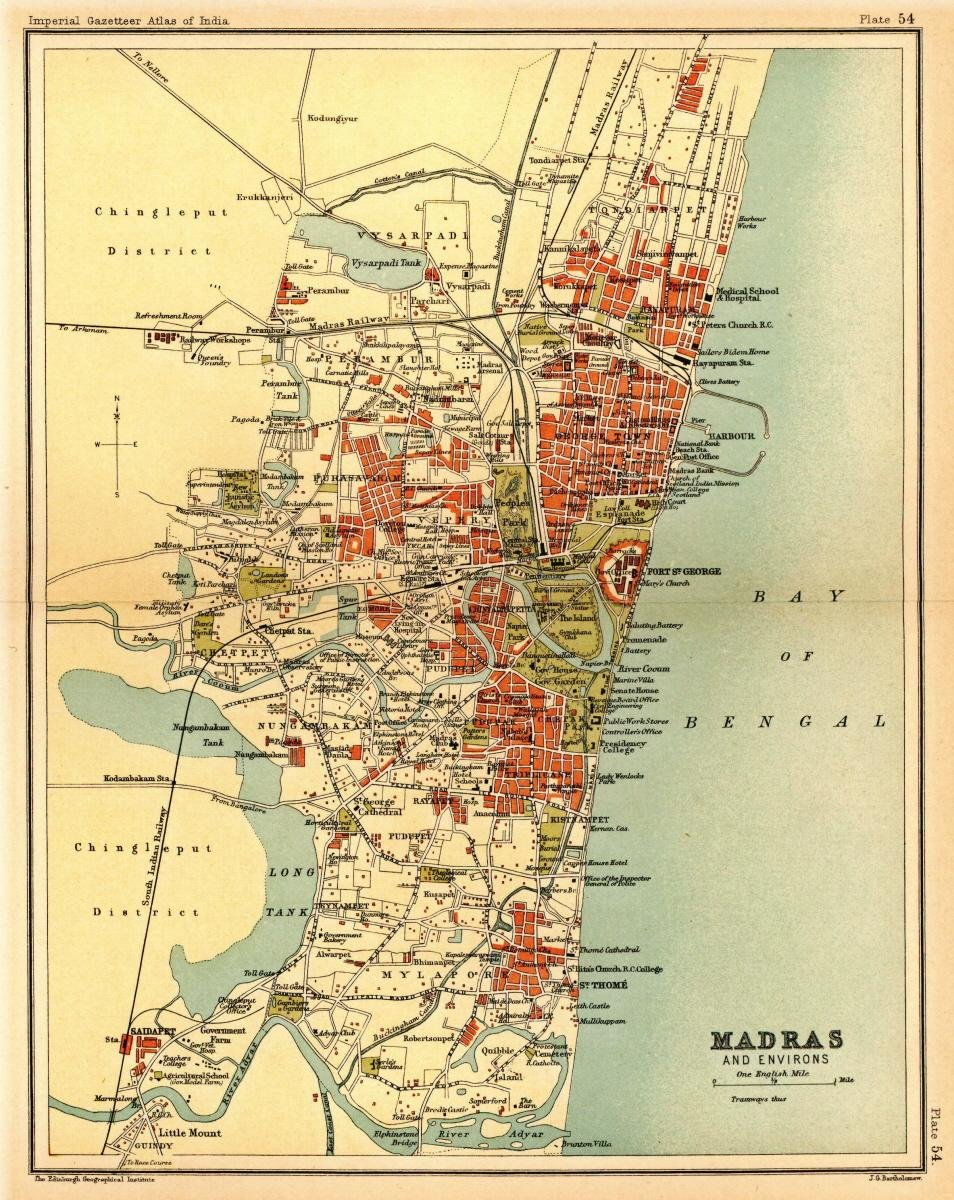
Karte von Madras aus dem Jahr 1908

Die britische Kolonialzeit begann in Chennai bzw. Madras am 22. August 1639, als Francis Day mit Hilfe seines Dubash (Übersetzers) Beri Thimmappa im Auftrag der Britischen Ostindien-Kompanie Damarla Venkatadri, dem lokalen Nayak-Herrscher von Vandavasi, ein Stück Land abkaufte, um dort einen Handelsstützpunkt und ein Fort zu errichten. 1640 wurde das Fort St. George (benannt nach dem Heiligen Georg, dem Schutzpatron Englands) errichtet, um das sich bald eine Ansiedlung namens Madrasapattinam oder Madras bildete. 1641 wurde Madras zum Hauptquartier der Kompanie an der Koromandelküste, 1653 wurde es losgelöst von Bantam auf Java zum Sitz der Präsidentschaft Madras, neben Bombay und Bengalen einer von drei Verwaltungseinheiten der Britischen-Ostindien Kompanie. So nahm die britische Kolonisierung Südindiens von Madras aus ihren Anfang. Bis 1700 hatten die Briten die angrenzenden Dörfer Triplicane und Egmore erworben. Im Laufe des 18. Jahrhunderts breitete sich die Stadt weiter aus und entwickelte ein buntes Völkergemisch aus einheimischen Tamilen, Telugus und Muslimen, britischen Kolonialbeamten, Portugiesen aus dem nahegelegenen Mylapore und Armeniern, die als Händler nach Madras gekommen waren.
Die Briten in Madras standen in Konkurrenz mit den Niederländern, die im nördlich gelegenen Pulicat einen Stützpunkt gegründet hatten, und den Franzosen, die sich im südlich gelegenen Pondicherry angesiedelt hatten. Ab Mitte des 18. Jahrhunderts wurde Madras in kriegerischen Auseinandersetzungen zwischen Briten und Franzosen hineingezogen. Den französischen Streitkräften unter Admiral Bertrand François Mahé de La Bourdonnais gelang es im Ersten Karnatischen Krieg am 21. September 1746, Madras zu erobern. 1749 traten die Franzosen die Stadt aber nach dem Frieden von Aachen wieder an die Briten ab. Zugleich kam auch das zuvor portugiesische Mylapore an Madras. Das Fort St. George wurde weiter befestigt und überstand so 1759 im Dritten Karnatischen Krieg einen Belagerung durch die Franzosen unter Thomas Arthur de Lally-Tollendal ebenso wie zwei Attacken durch Haidar Ali, dem Herrscher von Mysore, während der Mysore-Kriege in den Jahren 1769 und 1780. Nachdem die Briten in den Kolonialkriegen des 18. Jahrhunderts sowohl die Franzosen als auch Mysore als ihre größten Widersacher ausgeschaltet hatten, war ihre Vormachtstellung in Südindien gefestigt. 1801 trat der Nawab von Arcot, der zuvor das Hinterland der Stadt Madras kontrolliert hatte, sein Territorium an die Briten ab. Ab dem Ende des 18. Jahrhunderts verlor Madras zunehmend gegenüber Calcutta an Bedeutung, festigte aber seine Stellung als wichtigste Stadt Südindiens und erlebte einen wirtschaftlichen Aufschwung. 1858 wurde die Ostindien-Kompanie infolge des Sepoyaufstandes in Nordindien entmachtet, und die Regierungsgewalt über all ihre Besitzungen unmittelbar auf die britische Regierung übertragen. Madras wurde damit zu einer der Provinzen Britisch-Indiens.
Im Ersten Weltkrieg war Madras 1914 als einziger Ort Indiens vom Kriegsgeschehen direkt betroffen, als der deutsche Kreuzer SMS Emden Öltanks in der Stadt beschoss. Im Zweiten Weltkrieg bombardierte die japanische Marine Madras. Der Angriff richtete keinen beträchtlichen Schaden an, hatte aber eine starke psychologische Wirkung und führte dazu, dass viele reiche Einwohner Chennais aus Furcht vor einer japanischen Invasion in Bergorte wie Ootacamund oder Kodaikanal flohen.

### Seit der Unabhängigkeit
Nachdem Indien 1947 die Unabhängigkeit erlangt hatte, wurde die Provinz Madras in den gleichnamigen Bundesstaat umgewandelt. In den nördlichen Teilen des Bundesstaates formierte sich derweil eine Bewegung, die die Gründung eines eigenen Telugu-sprachigen Bundesstaates propagierte. In der Stadt Madras stellten die Telugu-Sprecher eine Minderheit (zu Beginn des Jahrhunderts rund ein Fünftel), besaßen aber einen beträchtlichen wirtschaftlichen und politischen Einfluss. Daher forderten seine Fürsprecher Madras unter dem Wahlspruch Madras Manade („Madras gehört uns“) als Hauptstadt des zu gründenden Telugu-Bundesstaates ein. Als 1953 aus den telugusprachigen Distrikten des Bundesstaates Madras der neue Bundesstaat Andhra geformt wurde, verblieb die Stadt Madras aber beim gleichnamigen Bundesstaat. Dieser wurde 1956 durch den States Reorganisation Act nach den Sprachgrenzen des Tamil neu formiert und 1969 in Tamil Nadu umbenannt.
Madras war ein Zentrum der ab dem frühen 20. Jahrhundert aufkommenden Dravidischen Bewegung, die eine eigenständige Identität der Tamilen postulierte. 1959 ging die tamilisch-nationalistische DMK-Partei erstmals als größte Partei aus der Kommunalwahl in Madras hervor und errang somit in Madras ihren ersten größeren Wahlsieg. Im Jahr 1965 gehörte Madras zu den Schauplätzen der heftigen Anti-Hindi-Proteste, die in Tamil Nadu ausbrachen, als die indische Regierung versuchte, die nordindische Sprache Hindi als alleinige Amtssprache einzuführen. Weitere politische Gewalt erlebte die Stadt im Zuge des Sri-Lanka-Konfliktes. 1984 kostete ein Bombenanschlag sri-lanka-tamilischer Separatisten auf dem Flughafen Chennai 33 Menschen das Leben, 1991 starben 15 Menschen bei Auseinandersetzungen zwischen rivalisierenden Splittergruppen. Im selben Jahr wurde der ehemalige indische Ministerpräsident Rajiv Gandhi in der Stadt Sriperumbudur nahe Madras von einer Selbstmordattentäterin, die der LTTE zugerechnet wurde, ermordet.

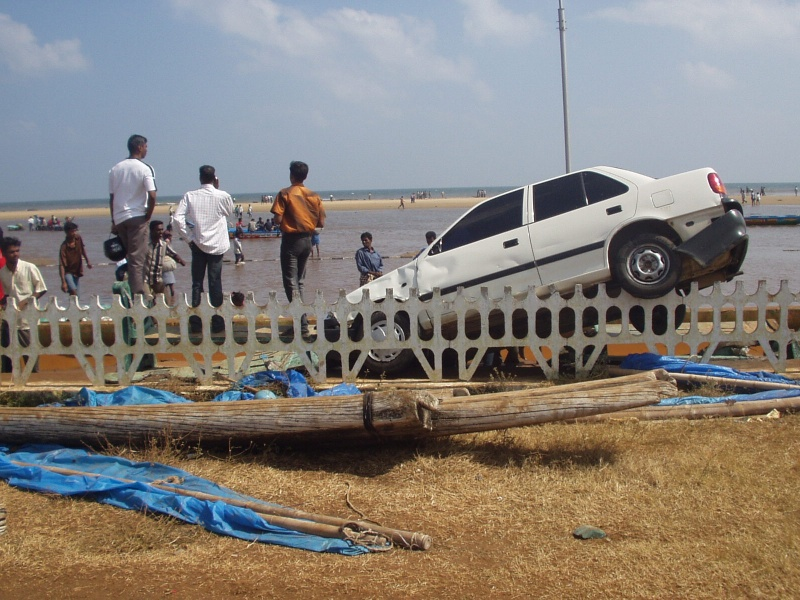
Schäden durch den Tsunami 2004

Seit die indische Wirtschaft sich in den frühen 1990er Jahren ausländischen Investitionen geöffnet hat, boomt die Stadt, die 1996 zur Behauptung ihrer vorkolonialen Identität in Chennai umbenannt wurde. Die andere Seite des schnellen wirtschaftlichen Wachstums ist eine städtische Infrastruktur, die kurz vor dem Zusammenbruch steht. Die große Armut, das schnelle Bevölkerungswachstum und die Umweltverschmutzung gehören zu den Problemen, denen sich die Stadt im 21. Jahrhundert zu stellen hat.
Die Explosion eines Tanklasters am 12. März 1995 führte zu 110 Toten.
Nach dem Erdbeben im Indischen Ozean 2004 war auch Chennai von dem verheerenden Tsunami betroffen, der insgesamt rund 165.000 Todesopfer in Süd- und Südostasien forderte. Die Stadt selbst blieb von größeren Schäden verschont, am Marina Beach starben aber 160 Menschen, die von der Welle überrascht wurden. Außerdem wurde vom Tod von 150 Fischern berichtet.
Nach den bis dahin heftigsten Monsun-Regenfällen im Bundesstaat Tamil Nadu im November 2015 stand das Hochwasser in den Straßen Chennais Anfang Dezember bis zu drei Meter hoch.
Nachdem 2017 und 2018 der Monsun weit weniger Regen als üblich gebracht hatte, herrschte in der Stadt von Juni bis November 2019 eine Wasserkrise. Die vier Reservoirs, aus denen die Stadt sonst ihr Trinkwasser bezieht, waren nahezu ausgetrocknet. Wasser musste mit Zügen in die Stadt geliefert werden.

## Bevölkerung

### Bevölkerungsstruktur

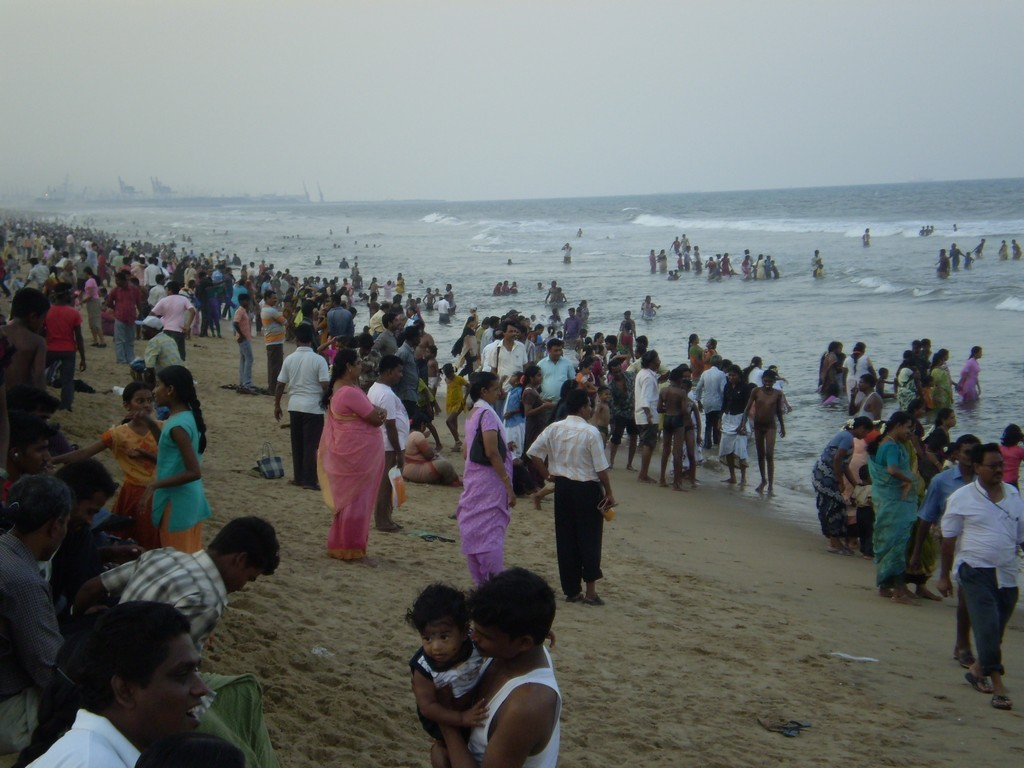
Menschenmengen am Stadtstrand von Chennai

Nach der Volkszählung 2011 hat Chennai 4.646.732 Einwohner. Damit ist Chennai nach Mumbai, Delhi, Bengaluru, Hyderabad und Ahmedabad die sechstgrößte Stadt Indiens. Die Bevölkerungsdichte ist mit 26.705 Einwohnern pro Quadratkilometer sehr hoch (zum Vergleich: New York City ca. 10.500 Ew./km², Berlin ca. 3900 Ew./km²). Chennai ist mit Abstand die größte Stadt Tamil Nadus, zudem ist der Stadtdistrikt Chennai der einwohnerstärkste und am dichtesten besiedelte Distrikt des Bundesstaates. Die Einwohnerzahlen beziehen sich auf Chennai in seinen Grenzen vor der Stadterweiterung 2011. Nach der Erweiterung wird die Einwohnerzahl auf rund 6½ Millionen geschätzt.
In der Agglomeration Chennai, die deutlich über die administrativen Stadtgrenzen herausgewachsen ist, leben nach der Volkszählung 8.696.010 Menschen. Nimmt man die Einwohnerzahl der Agglomeration als Bemessungsgrundlage, ist Chennai nach Mumbai, Delhi und Kolkata die viertgrößte Stadt Indiens. Für 2050 wird mit einer Bevölkerung von über 16,3 Millionen Menschen in der Agglomeration gerechnet.
Wie in allen Metropolen Indiens besteht in Chennai ein großes Maß an sozialer Ungleichheit. Ein beträchtlicher Teil der Stadtbevölkerung lebt unter prekären Bedingungen: Nach der Volkszählung 2001 wohnen rund 750.000 Einwohner Chennais (18 Prozent der Bevölkerung) in Slums. Gleichwohl ist der Anteil der Slumbevölkerung aber noch deutlich niedriger als in Mumbai (49 %) oder Kolkata (32 %). Die Alphabetisierungsquote in Chennai liegt mit 90,3 % deutlich über dem Mittelwert von 74,0 % für Gesamtindien bzw. 80,3 % für Tamil Nadu (Volkszählung 2011). Berücksichtigt man nur die städtische Bevölkerung, liegt die Alphabetisierungsquote in Chennai aber nur knapp über dem Durchschnitt.
Das wirtschaftlich attraktive Chennai zieht Einwanderer aus anderen Teilen des Landes an. Nach der Volkszählung 2001 machen Migranten aus dem restlichen Tamil Nadu 16 % und aus anderen Teilen Indiens eingewanderte Menschen 5 % der Bevölkerung Chennais aus. Der Anteil der Einwohner mit ausländischen Wurzeln ist mit 0,3 % dagegen zu vernachlässigen.

### Bevölkerungsentwicklung
Durch Geburtenüberschuss und Landflucht wächst der Ballungsraum Chennai, wie alle indischen Metropolen, rasant an. Da in dem bereits dicht besiedelten Stadtgebiet aber kaum noch Raum für weiteres Wachstum ist, konzentriert sich die Expansion auf den Vorortgürtel, während die Wachstumskurve im eigentlichen Stadtgebiet abflacht. War die Einwohnerzahl der Stadt Chennai zwischen 1991 und 2001 noch um 13,1 % gewachsen, stieg sie im Zeitraum zwischen 2001 und 2011 nur um 7,8 %. Das Bevölkerungswachstum Chennais ist damit deutlich niedriger als der Durchschnitt Tamil Nadus (15,6 %). Dagegen verzeichneten der gesamte Ballungsraum im gleichen Zeitraum einen starken Anstieg der Einwohnerzahl von 35,3 %.
Die folgende Übersicht zeigt die Einwohnerzahlen nach dem jeweiligen Gebietsstand. Bis 1865 handelt es sich um Schätzungen, von 1872 bis 2011 um Volkszählungsergebnisse. Die Einwohnerzahlen beziehen sich auf die eigentliche Stadt ohne den Vorortgürtel.
| Jahr | Einwohner |
| ---- | --------- |
| 1800 | 100.000   |
| 1820 | 140.000   |
| 1835 | 235.000   |
| 1850 | 330.000   |
| 1865 | 427.800   |
| 1872 | 397.552   |
| 1881 | 405.848   |
| 1891 | 452.500   |
| 1901 | 509.300   |
| 1911 | 518.700   |

| Jahr | Einwohner |
| ---- | --------- |
| 1921 | 526.900   |
| 1931 | 647.300   |
| 1941 | 777.500   |
| 1951 | 1.416.100 |
| 1961 | 1.729.100 |
| 1971 | 2.470.300 |
| 1981 | 3.276.622 |
| 1991 | 3.841.396 |
| 2001 | 4.216.268 |
| 2011 | 4.681.087 |

### Religionen

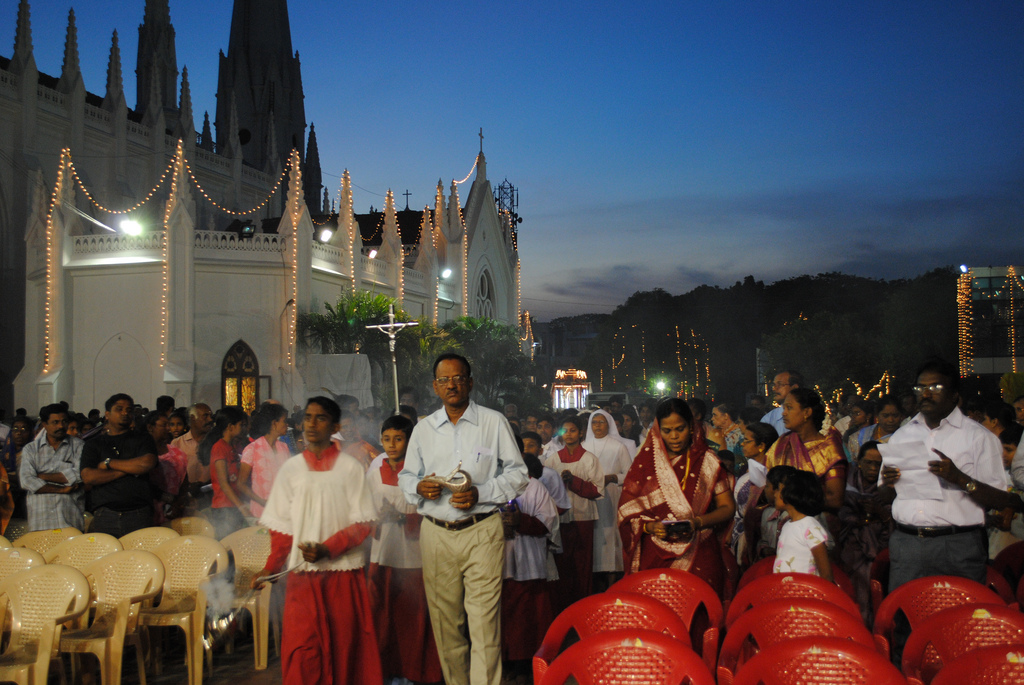
Christen (hier bei einer Prozession an der St. Thomas Basilica) sind die größte religiöse Minderheit Chennais

Nach der Volkszählung 2011 sind von den Einwohnern Chennais 81 Prozent Hindus, 9 Prozent Muslime, 8 Prozent Christen und 1 Prozent Jainas. Obwohl die Hindus die deutliche Bevölkerungsmehrheit stellen, ist ihr Anteil niedriger als im Durchschnitt Tamil Nadus, während die religiösen Minderheiten verhältnismäßig stark vertreten sind. Das Christentum ist als Resultat der Kolonialgeschichte in Chennai stark präsent. In der Stadt gibt es eine hohe Dichte an Kirchenbauten, außerdem ist Chennai Sitz des römisch-katholischen Erzbistums Madras-Mylapore, des Bistums Madras der anglikanischen Church of South India sowie des Bistums Chennai der Malankara Orthodox-Syrischen Kirche. Daneben ist Chennai ein wichtiges islamisches Zentrum. Mit rund 440.000 Muslimen beherbergt die Stadt die zahlenmäßig größte islamische Gemeinschaft Tamil Nadus. Die meisten Muslime Chennais sind Sunniten, es gibt aber auch eine größere schiitische Gemeinschaft. Die Jainas sind wie überall nur eine kleine Minderheit, doch ist die Stadt das wichtigste Zentrum dieser Religionsgemeinschaft in dem Bundesstaat: Mehr als die Hälfte aller Jainas in Tamil Nadu lebt in Chennai.

### Sprachen
Die Hauptsprache in Chennai ist wie in ganz Tamil Nadu das Tamilische. Nach der Volkszählung 2001 sprechen 79 Prozent der Einwohner der Stadt Tamil als Muttersprache. Daneben gibt es eine große alteingesessene Gemeinschaft von Telugu-Sprechern, die 10 Prozent der Stadtbevölkerung ausmacht. Anders als im größten Teil Tamil Nadus spricht die Mehrheit der Muslime Chennais nicht Tamil, sondern Urdu. Sprecher des Urdu machen 4 Prozent der Bevölkerung Chennais aus. Von den Zuwanderern aus anderen Teilen Indiens werden weitere Sprachen gesprochen, darunter vor allem Malayalam und Hindi (jeweils etwa 2½ Prozent).

## Politik

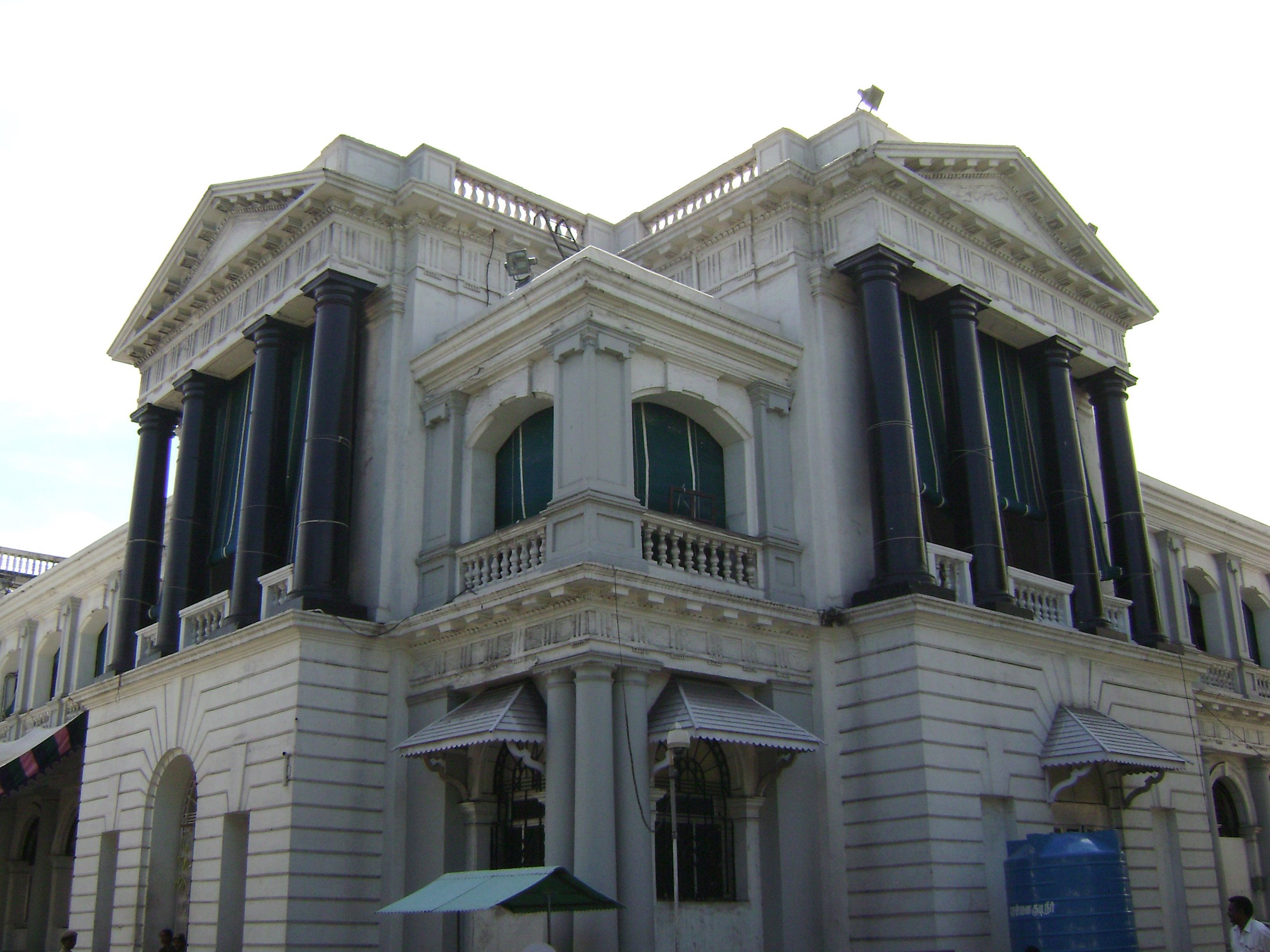
Das Fort St. George ist Sitz des Parlaments von Tamil Nadu

### Hauptstadt Tamil Nadus
Chennai ist die Hauptstadt des Bundesstaates Tamil Nadu. Die Tamil Nadu Legislative Assembly (des Parlaments des Bundesstaates) und die Regierung Tamil Nadus sind im Fort St. George untergebracht. Ferner ist Chennai Sitz des Madras High Court, zu dessen Zuständigkeitsbereich Tamil Nadu und das Unionsterritorium Puducherry gehören.
Bei den Wahlen zur Lok Sabha, dem gesamtindischen Parlement, ist Chennai in die drei Wahlkreise Chennai North, Chennai Central und Chennai South unterteilt, die jeweils einen Abgeordneten in das gesamtindische Parlament entsenden. In der Tamil Nadu Legislative Assembly wird Chennai durch 16 direkt gewählte Abgeordnete vertreten.

### Distrikt Chennai
Deckungsgleich mit der Stadt Chennai, aber eine separate Gebietskörperschaft ist der Distrikt Chennai, einer von gegenwärtig 32 Distrikten Tamil Nadus. Er dient der staatlichen Verwaltung des Gebiets und wird von einem Distriktvorsteher (collector) geleitet. Chennai ist der einzige Stadtdistrikt Tamil Nadus.

### Stadtverwaltung

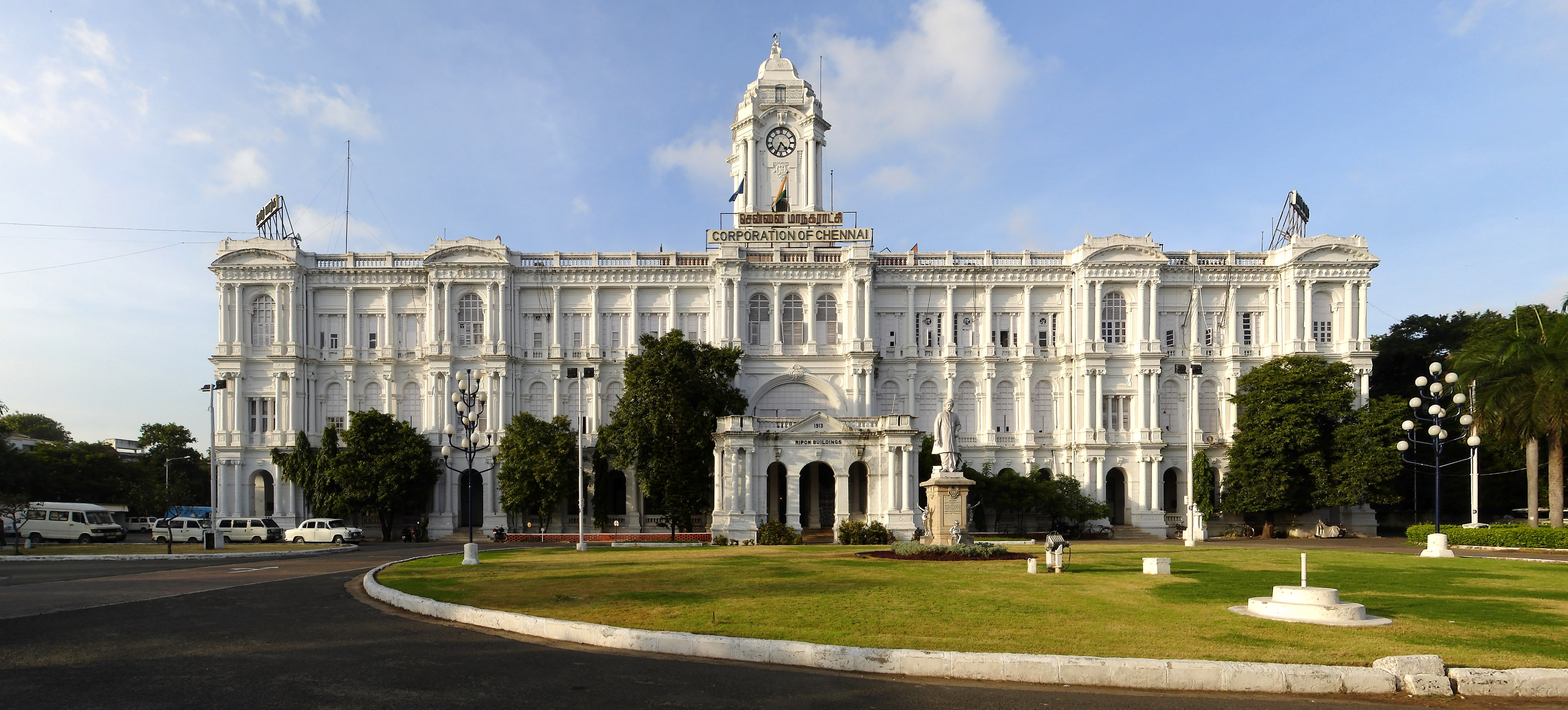
Das Ripon Building, Sitz der Stadtverwaltung Chennais

Die kommunale Selbstverwaltung der Stadt wird von der Stadtverwaltung Corporation of Chennai ausgeübt. 1688 von den Briten eingerichtet, ist die Corporation of Chennai die älteste Stadtverwaltung Indiens. Sie besteht aus einem Stadtrat (council) mit 200 direkt gewählten Mitgliedern, von denen jeder einen der Stadtviertel (wards) von Chennai vertritt. Der Stadtverwaltung steht ein ebenfalls direkt gewählter Bürgermeister (mayor) vor. Sitz der Stadtverwaltung Chennais ist das 1913 errichtete Ripon Building.
Chennai gilt traditionell als Bastion der tamilisch-nationalistischen DMK-Partei. Zuletzt entschied aber die konkurrierende Partei AIADMK die Kommunalwahl 2011 für sich. Als Ergebnis der Wahl stellt sich die Sitzverteilung im Stadtrat wie folgt dar:
| Partei      | Sitze |
| ----------- | ----- |
| AIADMK      | 168   |
| DMK         | 24    |
| Kongress    | 2     |
| DMDK        | 1     |
| MDMK        | 1     |
| PMK         | 1     |
| VCK         | 1     |
| Unabhängige | 2     |

Der Bürgermeister Chennais ist seit dem 25. Oktober 2011 S. Duraisamy von der AIADMK-Partei.

### Partnerschaften
Chennai unterhält seit 2015 eine Partnerschaft mit der Stadt Chongqing, Volksrepublik China.

## Kultur und Sehenswürdigkeiten

### Architektur

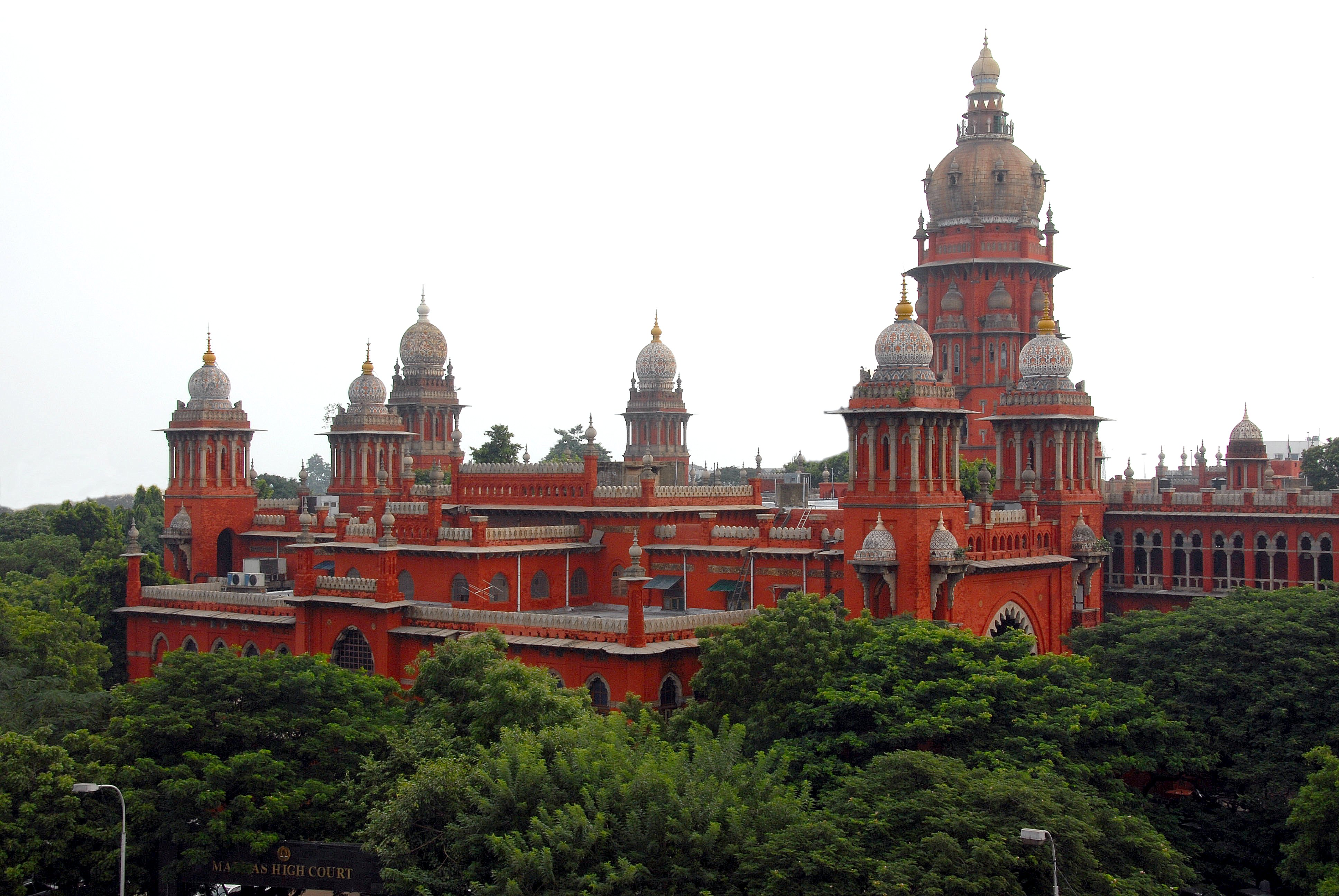
Beispiel für den indo-sarazenischen Kolonialstil und Wahrzeichen Chennais: Der Madras High Court

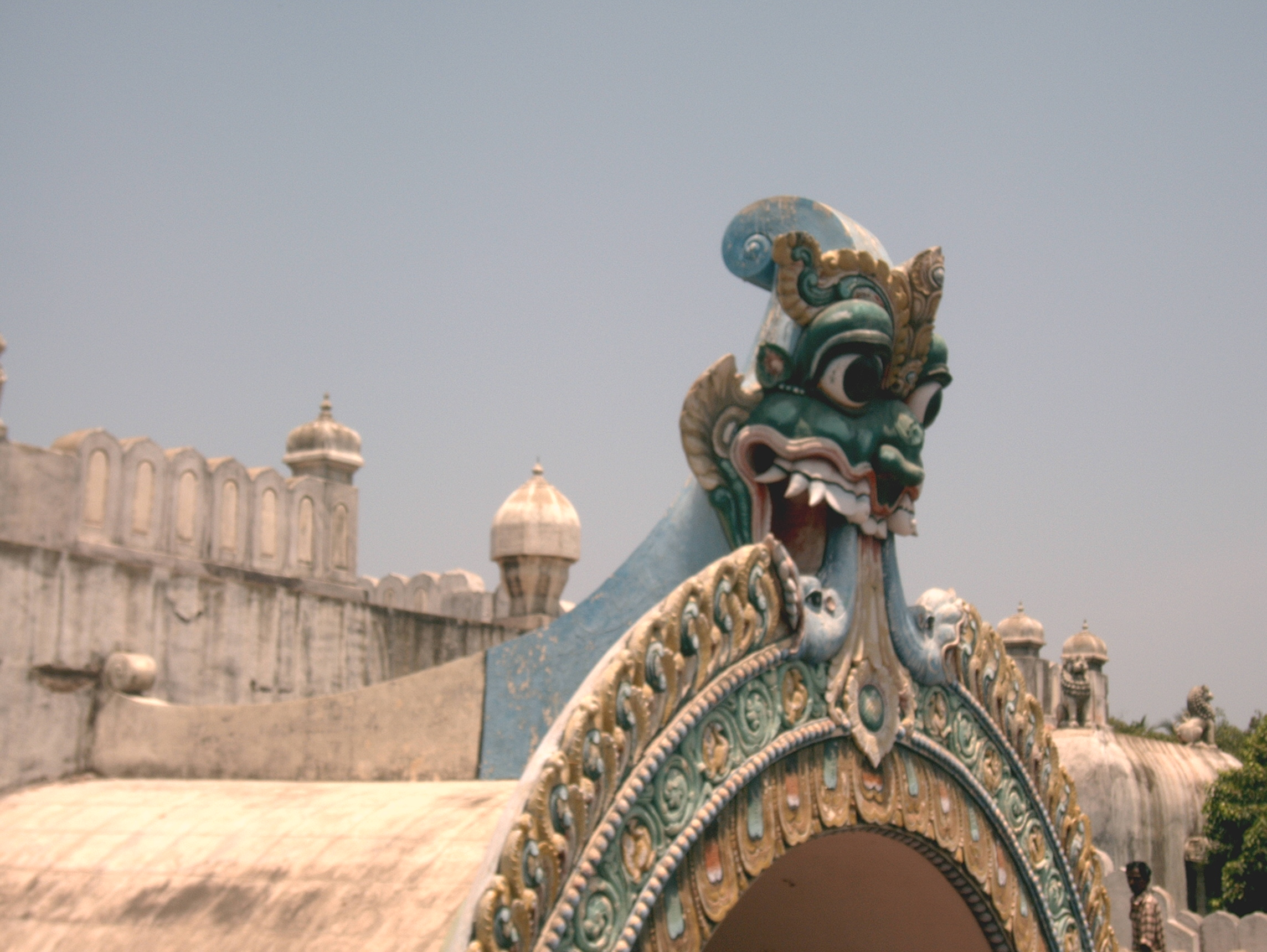
Detail des Valluvar Kottam

Als eines der Zentren des britischen Empires in Indien ist Chennai Standort von zahlreichen Profanbauten aus der Kolonialzeit. Das älteste britische Bauwerk in Chennai ist das 1640 gegründete Fort St. George. Ein Teil des Komplexes wird immer noch von der indischen Armee genutzt, daneben befinden sich im Inneren der Festung das Fort Museum und die St. Mary's Church (siehe unten). Ferner beherbergt das Fort St. George das Parlament des Bundesstaates Tamil Nadu.
Im 19. Jahrhundert entstand in der britischen Kolonialarchitektur der sogenannte indo-sarazenische Stil, der europäische, indische und islamische Einflüsse in sich vereinte. Das bedeutendste Beispiel für diesen Mischstil in Chennai ist das 1892 erbaute Gebäude des Madras High Court. Der beeindruckende rote Bau mit seinen weithin sichtbaren Kuppeln gilt als Wahrzeichen Chennais. Andere Beispiele für den indo-sarazenischen Stil der Kolonialzeit sind das Senatsgebäude der University of Madras (1873) an der Strandpromenade, die Gebäude des Government Museum (siehe unten), die Bahnhöfe Chennai Central (1873) und Chennai Egmore (1908) sowie das Ripon Building (1913), das heute die Stadtverwaltung beherbergt.
In der Architektur aus der Zeit nach der indischen Unabhängigkeit zeichnen sich zwei gegenläufige Tendenzen ab: Zum einen der Rückgriff auf traditionelle tamilische Bauformen, zum anderen der internationale Stil. Ersteres wird durch das Valluvar Kottam repräsentiert, ein 1976 fertiggestelltes Denkmal für den Dichterheiligen Tiruvalluvar (den Autor des Tirukkural), das einen traditionellen Tempelwagen nachbildet. Für die internationale Ausrichtung stehen die modernen Bürobauten und Einkaufszentren entlang der Anna Salai (Mount Road) oder auch der 2010 eingeweihte Neubau des Parlamentsgebäudes.

### Sakralbauten

#### Tempel

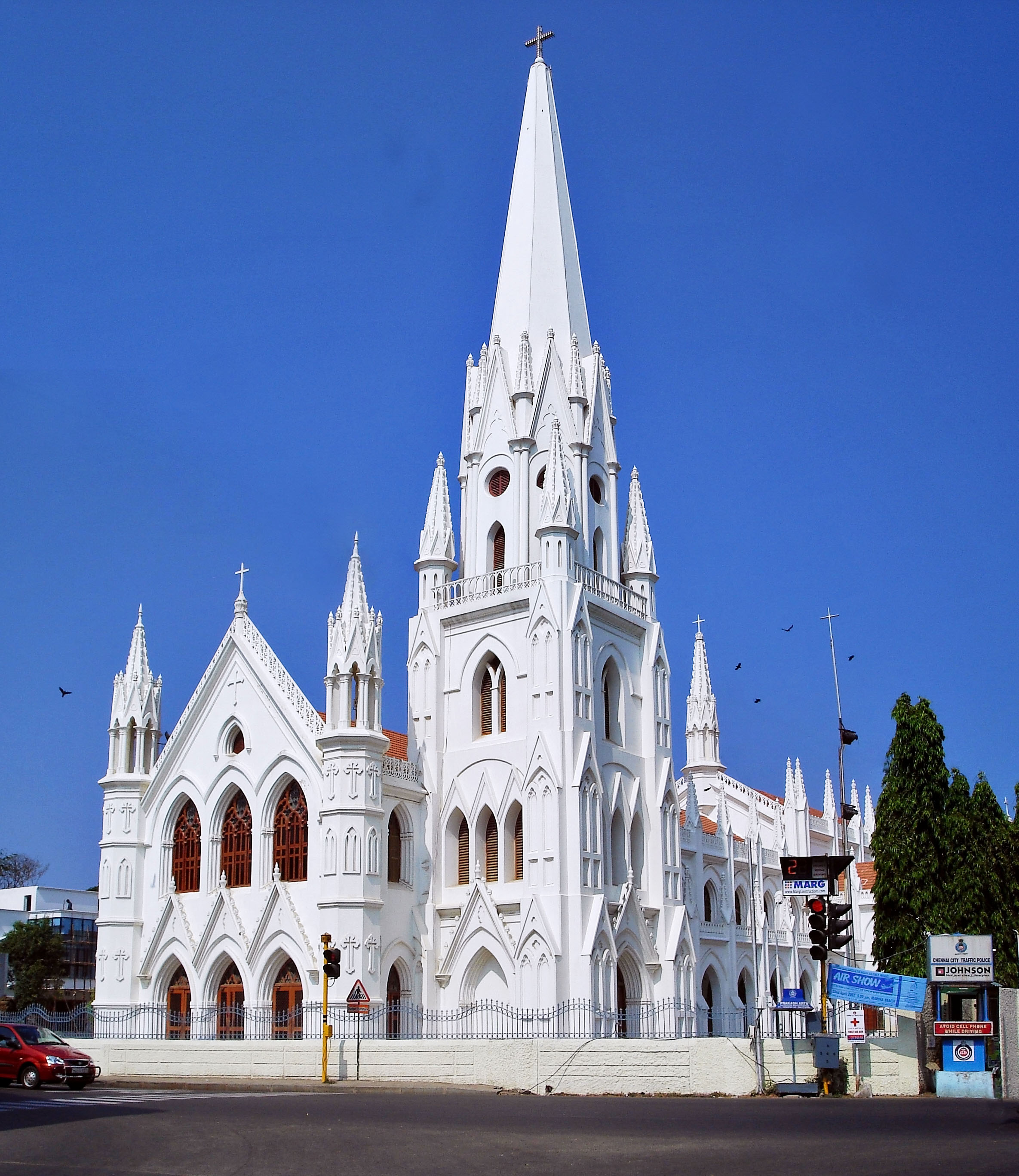
Die St. Thomas Basilica

Der bedeutendste unter den zahlreichen Hindutempeln Chennais ist der dem Gott Shiva geweihte Kapaliswarar-Tempel in Mylapore. Er ist im Dravida-Stil erbaut und verfügt über einen 37 Meter hohen, mit üppigem Figurenschmuck verzierten Gopuram (Torturm). Auch wenn der Tempel in seiner heutigen Bausubstanz deutlich jünger sein dürfte, war er bereits im 7. Jahrhundert ein wichtiges Heiligtum. Eine ähnlich weitreichende Geschichte hat der vishnuitische Parthasarathy-Tempel in Triplicane, der auf das 8. Jahrhundert zurückgeht. Er ist dem Gott Krishna in seiner Gestalt als Wagenlenker Arjunas, in der er im Mahabharata-Epos auftritt, geweiht. Der Parthasarathy-Tempel gehört zu den 108 Divya Desams oder heiligen Orten des tamilischen Vishnuismus.

#### Kirchen
Als Relikt der Kolonialzeit finden sich in Chennai zahlreiche Kirchenbauten. Die wichtigste ist die St. Thomas Basilica an der Stelle der angeblichen Grabstätte des Apostels Thomas in Mylapore. Der heutige Kirchenbau wurde 1893 im neugotischen Stil anstelle einer im 16. Jahrhundert von den Portugiesen erbauten Kirche errichtet. Die Kirche fungiert als Kathedrale des römisch-katholischen Erzbistums Madras-Mylapore und wurde 1956 in den Rang einer Basilica minor erhoben. Ebenfalls in Mylapore befindet sich die Luz Church. 1516 von den Portugiesen erbaut, ist dieser kleine Barockbau die älteste Kirche Chennais. Portugiesische Kirchen aus dem 16. Jahrhundert finden sich auch auf dem St. Thomas Mount, auf dem der Apostel Thomas den Märtyrertod erlitten haben soll, und dem Little Mount, wo er in einer Höhle gelebt haben soll.
Weitere sehenswerte Kirchen sind:
- Die 1680 im Stil des englischen Klassizismus erbaute St. Mary’s Church im Fort St. George war das erste anglikanische Gotteshaus auf indischem Boden.
- Ebenfalls im klassizistischen Stil gehalten sind die 1815 erbaute St. George’s Cathedral, die Hauptkirche der Church of South India, und die St. Andrew’s Church in Egmore (1821), die mit ihrem ionischen Portikus der Kirche St Martin-in-the-Fields in London nachempfunden ist.
- 1772 wurde die Armenische Kirche errichtet.
- Ein Beispiel moderner indischer Sakralarchitektur ist die von Cruz Sam Dennis Shaju entworfene und 2020 geweihte katholische Kirche St. Sebastian.[31]

#### Moscheen
Die wichtigsten Moscheen in Chennai sind die schiitische Thousand Lights Mosque (1810) an der Anna Salai und die sunnitische Wallajah Mosque (1795) in Triplicane.

### Strände und Parks

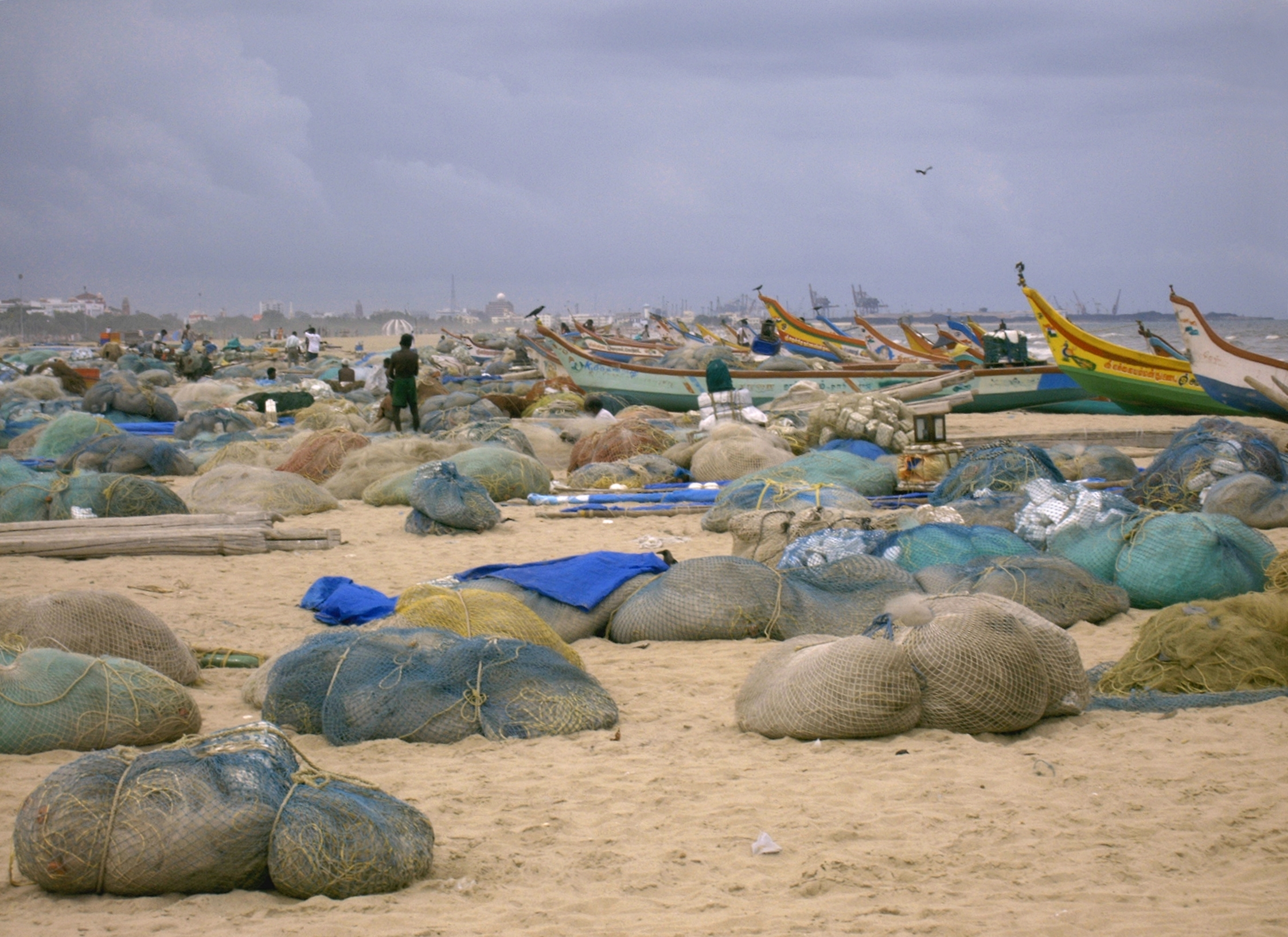
Fischerboote am Marina Beach

Der Stadtstrand Chennais ist der Marina Beach. Mit 13 Kilometern Länge ist der Sandstrand einer häufig kolportierten (wenn auch zweifelhaften) Aussage zufolge der zweitlängste Strand der Welt. An seiner breitesten Stelle ist der Marina Beach über 400 Meter breit. Vor allem abends und am Wochenende suchen große Zahlen an Einwohnern Chennais den Strand zum Flanieren auf. Der große Besucheransturm führt zunehmend zur Vermüllung des Strandes. Den Marina Beach säumt eine Reihe von Statuen von Persönlichkeiten aus der gesamtindischen Geschichte und der Geschichte Tamil Nadus. Am Nordende des Strandes befinden sich die monumentalen Grabdenkmäler der Politiker C. N. Annadurai und M. G. Ramachandran. Weiter südlich im Stadtteil Besant Nagar befindet sich ein zweiter Sandstrand, der Elliot’s Beach. An dem Strand steht ein Denkmal für den niederländischen Seemann Karl Schmidt. Am Küstenabschnitt südlich von Chennai befinden sich in 40 bzw. 55 Kilometern Entfernung die Strandorte Covelong (Kovalam) und Mamallapuram (Mahabalipuram), beides beliebte Ausflugsziele unter den Einwohnern Chennais.
Chennai ist im Allgemeinen recht arm an Grünanlagen. Ein größerer Park befindet sich aber auf dem Gelände des Hauptquartiers der Theosophischen Gesellschaft in Adyar. Außerdem beherbergt Chennai sogar einen Nationalpark innerhalb seiner Stadtgrenzen. Der 2,8 Quadratkilometer große Guindy-Nationalpark in Guindy im Süden Chennais ist ein Überrest der immergrünen Trockenwälder, die ursprünglich das Hinterland der Koromandelküste bedeckten. Der Nationalpark bietet Lebensraum unter anderem für Hirschziegenantilopen, Axishirsche und Schakale. Ein zoologischer Garten, der Arignar Anna Zoological Park, befindet sich im Vorort Vandalur 30 Kilometer südlich von Chennai.

### Museen

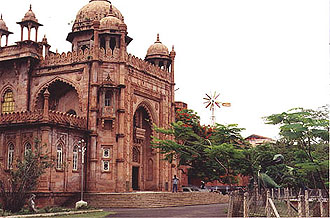
Government Museum in Egmore

Auf dem Gelände in der Pantheon Road in Egmore sind heute zahlreiche Kunstgalerien und Museen angesiedelt. Das 1857 gegründete Government Museum verfügt über Abteilungen für Anthropologie, Archäologie, Botanik, Geologie, Numismatik, Plastiken und Zoologie. Es zeigt Stücke aus der südindischen Vorgeschichte, von der Indus-Kultur, aus dem buddhistischen Zentrum in Amaravati aus dem zweiten Jahrhundert, Schnitzereien hinduistischer, buddhistischer und jainistischer Götter, südindische Musikinstrumente, Schmuck und bronzene Götterbildnisse aus der Pallava- und Chola-Periode zwischen dem neunten und 12. Jahrhundert. Die National Art Gallery residiert in einem prächtigen rosa Sandsteingebäude im Jaipuri-Jaina-Stil und präsentiert indische Malerei einschließlich der Rajputen- und Mogulschulen. Des Weiteren finden sich im Pantheonkomplex die Contemporary Art Gallery, die 1896 erbaute Connemara Library, das runde rote Museum Theater und das Children's Museum.
Im Fort Museum innerhalb des Fort St. George werden interessante Stücke aus der Geschichte Chennais gezeigt. Das Gebäude, in dem sich das Museum befindet, wurde 1795 erbaut und beherbergte ursprünglich die Madras Bank. Ausgestellt sind Waffen, Münzen, Medaillen, Uniformen und andere Gegenstände aus der Kolonialzeit.

### Musik, Tanz und Film

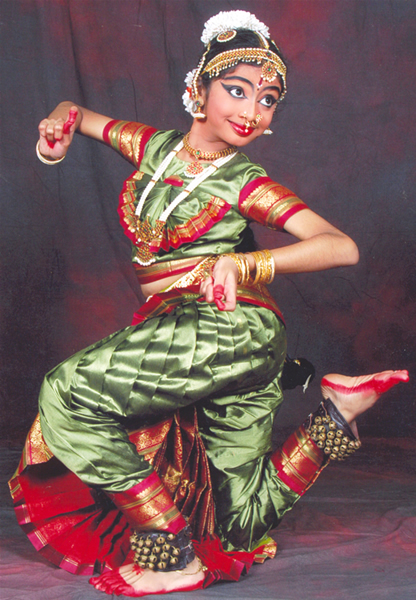
Bharatanatyam-Tänzerin in Chennai

Chennai ist ein Zentrum der Karnatischen Musik. In den Hindutempeln wird klassischer indischer Tanz dargeboten. Jedes Jahr findet ab Dezember die Madras Music Season statt, ein Festival, in dem fünf Wochen lang in zahlreichen kleinen und großen Konzertveranstaltungen sowohl etablierte Stars als auch Nachwuchstalente der klassischen südindischen Musik auftreten. Das Festival wurde 1927 anlässlich der Gründung der Madras Music Academy ins Leben gerufen, die bis heute eine bedeutende Ausbildungsstätte für diese Musikrichtung ist.
Neben der Musik wird in Chennai auch die klassische südindische Tanzform Bharatanatyam gepflegt. Anfang des 20. Jahrhunderts hatte die in Chennai im Umfeld der Theosophischen Gesellschaft wirkende Tänzerin Rukmini Devi Arundale maßgeblichen Anteil zur Renaissance des Bharata Natyam. Auf sie geht auch die Gründung der Kalakshetra Academy zurück, die sich der Lehre des Bharata Natyam verschrieben hat.
Chennai ist der Standort der tamilischen Filmindustrie. In den Studios im Stadtteil Kodambakkam entstehen durchschnittlich drei Filme pro Woche, die einen Umsatz von jährlich 23 Millionen Rupien produzieren (Stand 2005). Damit gehört der tamilische Film neben dem Hindi-Film und dem Telugu-Film zu den drei größten indischen Regionalfilmindustrien. Von der Popularität des Films zeugt auch die Zahl von 125 Kinos (Stand 2010) in Chennai. In Anlehnung an Hollywood und Bollywood wird der tamilische Film nach seinem Entstehungsort Kodambakkam auch Kollywood genannt.

### Sport

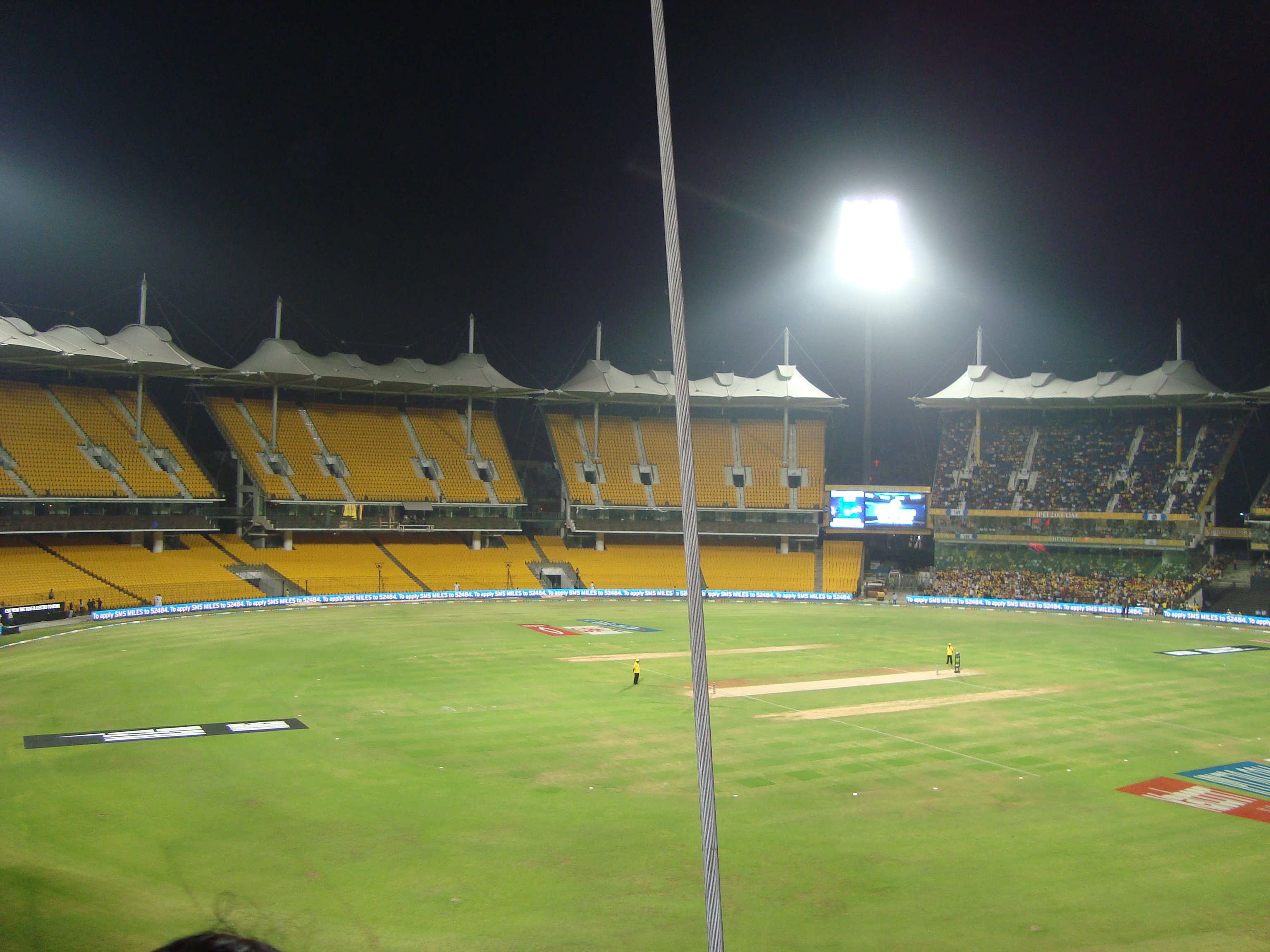
Das M. A. Chidambaram Stadium

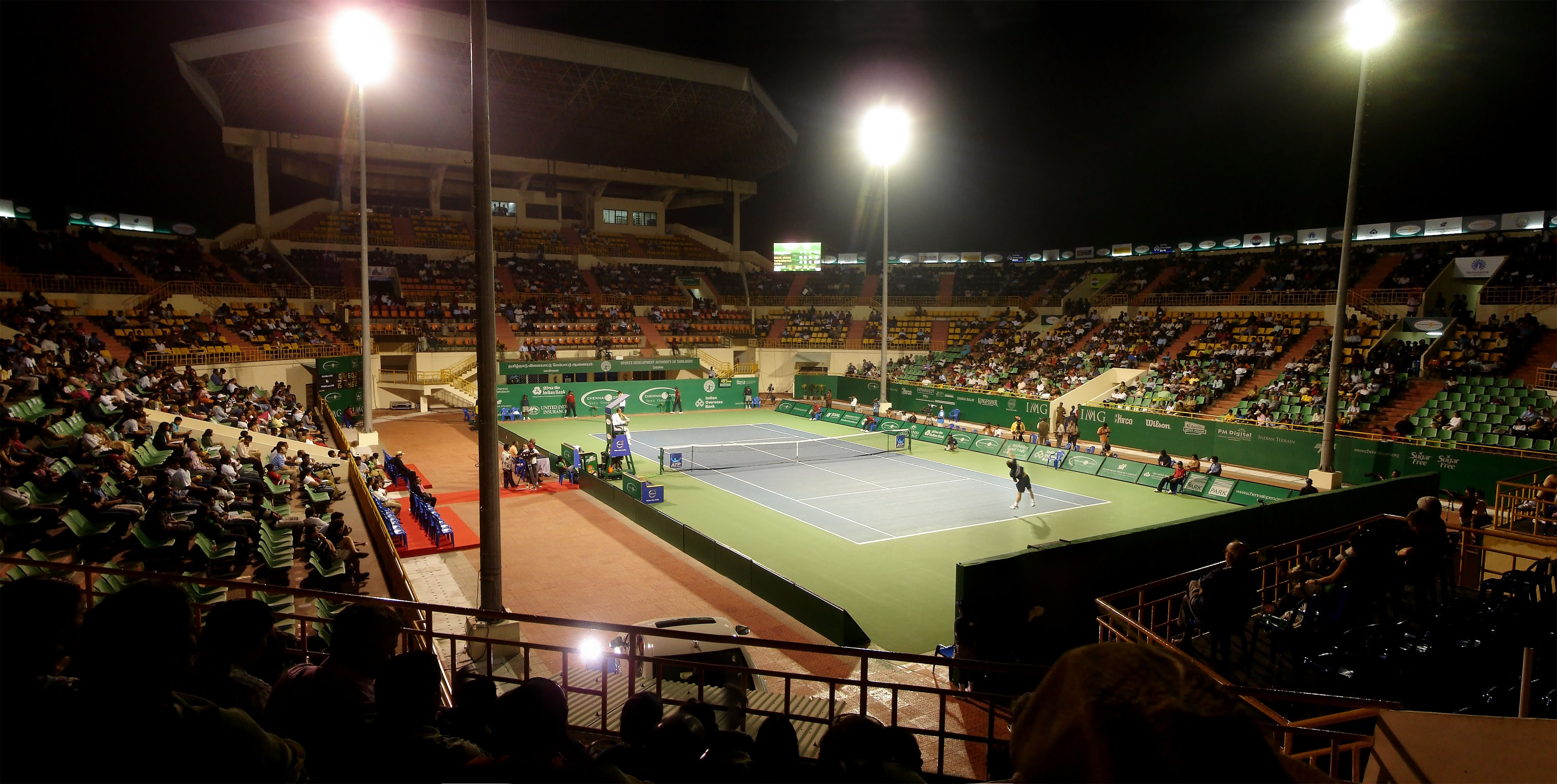
Match der Chennai Open

Die populärste Sportart ist in Chennai wie in ganz Indien Cricket. Die Stadt ist Heimat der Chennai Super Kings, einer der Spitzenmannschaften der Indian Premier League. Sowohl die Chennai Super Kings als auch die First-Class-Cricket-Auswahl des Bundesstaates Tamil Nadu tragen ihre Heimspiele im 50.000 Zuschauer fassenden M. A. Chidambaram Stadium im Stadtteil Chepauk aus. 1916 errichtet, ist es eines der ältesten Cricketstadien Indiens und neben dem Jawaharlal Nehru Stadium eines von zwei Test-Cricket-Stadien der Stadt. Chennai war einer der Austragungsorte der Cricket World Cups 1987, 1996, 2011 und 2023. Ein weiterer wichtiger Cricket-Austragungsort ist der Chemplast Cricket Ground auf dem Campus des IIT Madras.
Das Jawaharlal Nehru Stadium mit 40.000 Plätzen wird für Leichtathletikveranstaltungen und Fußballspiele genutzt. Es ist Heimspielstätte des erfolgreichsten Fußballvereins von Tamil Nadu, Indian Bank RC, der 1996 Gründungsmitglied der National Football League war, derzeit (Spielzeit 2010/2011) aber nur noch zweitklassig ist.
Die Chennai Veerans sind der erfolgreichste Hockeyverein Tamil Nadus.
Das Tennisturnier Chennai Open gehörte zur ATP World Tour 250 und war als einziges Tennisturnier Indiens Teil der ATP-Tour. Es wurde im 5000 Plätze umfassenden Tennisstadion im Stadtteil Nungambakkam ausgetragen.
Der Guindy Race Course für Pferderennen existiert seit 1777.
Motorsport-Veranstaltungen werden auf der Autorennbahn in Irungattukottai bei Chennai abgehalten.
Der Weltschachbund FIDE hatte die Schachweltmeisterschaft 2013 nach Chennai vergeben. Vom 6. bis zum 22. November 2013 spielte der in Madras geborene und amtierende Weltmeister Viswanathan Anand gegen seinen norwegischen Herausforderer Magnus Carlsen, der neuer Weltmeister wurde.

## Wirtschaft
Gegründet als Handelsstützpunkt der Britischen Ostindischen Kompanie im frühen 17. Jahrhundert, ist Chennai heute ein großes Industrie- und Geschäftszentrum. Die wichtigsten Handelszentren in Chennai sind Parrys Corner und T. Nagar.
Da Chennai am Ozean liegt, haben seine Häfen zu seiner Entwicklung beigetragen. Chennai, das auch „das Detroit Indiens“ genannt wird, erzeugt über 40 Prozent der indischen Automobilproduktion, ist seit langer Zeit ein traditionelles Zentrum der indischen Fahrzeugindustrie und hat diese Position in den letzten Jahren ausgebaut. Große Hersteller wie Ashok Leyland, BMW (seit 2007, 150 Mitarbeiter; 2018 500 Mitarbeiter), Ford (Produktion mit 4.000 Mitarbeitern bis September 2021), Daimler (LKW seit 2012), Honda, Hyundai, Isuzu, Royal Enfield, TVS Motor Company und Madras Rubber Factory haben Fabriken in und um Chennai. Außerdem ist fast 90 Prozent der indischen Automobil-Zulieferindustrie hier angesiedelt – insbesondere um das Ambattur-Padi Industriegebiet.
Andere große Industrien sind Leder-, Textil- und Chemieindustrie, einschließlich Erdölverarbeitung. So beschäftigte beispielsweise das Schuh- und Textilunternehmen Farida Group, dessen Hauptsitz sich in Chennai befindet, im Jahr 2019 rund 27.000 Menschen in Indien (und weitere 2000 in Bangladesch und Äthiopien).

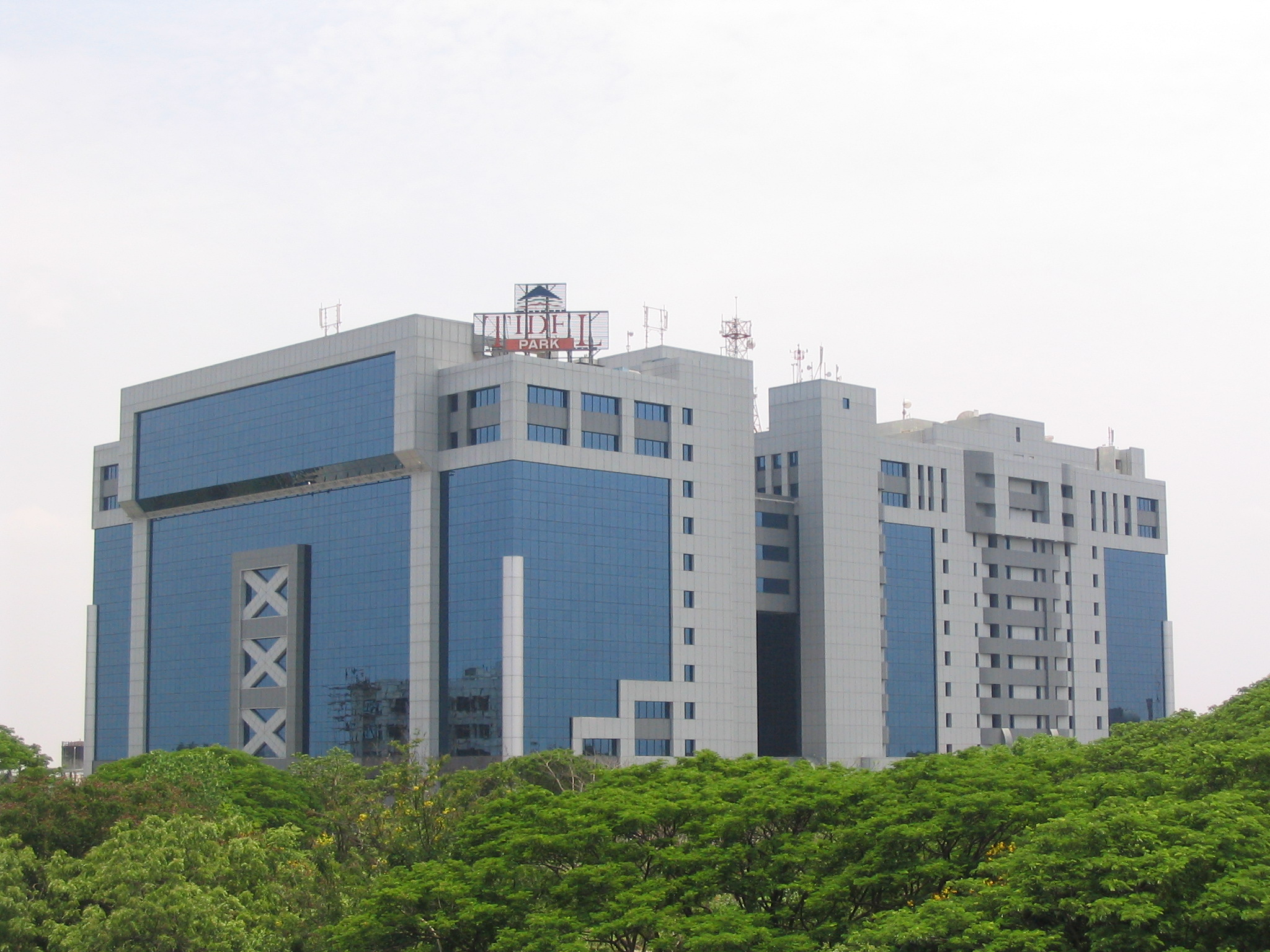
Tidel Park, Chennai

Seit 2004 ist die Stadt zusammen mit Bengaluru und Hyderabad als ein wichtiges Zentrum für die Softwareentwicklung in Indien hervorgetreten. Die Old Mahabalipuram Road wird heute der „IT-Korridor“ genannt und wurde ein Wunschziel für IT-Firmen. Diese Entwicklung erhielt einen weiteren Schub durch die Anlage des IT-Komplexes „Tidel Parks“ durch TIDCO im Auftrag der Regierung von Tamil Nadu. Das neueste ist die „Mahindra Tech City“ nahe den Randgebieten der Stadt, wo alle wichtigen IT-Firmen ein Entwicklungszentrum unterhalten.
In der Stadt arbeiten folgende internationale Unternehmen und Banken: ABN AMRO, AdventNet, Akmin Technologies, Alcatel-Lucent, American Megatrends, Bosch, Caritor, Cognizant Technology Solutions, Covansys, Daimler India Commercial Vehicles, dotCue, EDS, HCL Technologies, Hewlett-Packard, Hexaware Technologies, IBM, Infosys Technologies, Polaris Software Lab Limited, Saksoft, Schwing, Software AG, Tata Consultancy Services, Tech Mahindra, Temenos, Thinksoft, Wipro Technologies und die Weltbank.
Der Fremdenverkehr spielt eine wichtige Rolle für die Wirtschaft von Chennai. Mit knapp 4,4 Millionen ausländischen Besuchern stand Chennai 2016 auf Platz 30 der meistbesuchten Städte weltweit und belegte den zweiten Platz in Indien hinter Mumbai. Touristen brachten im selben Jahr Einnahmen von 3,2 Milliarden US-Dollar.
Auch nationale Filmindustrie (siehe unten) und internationales Verlagswesen sind zu nennen.
In einer Rangliste der Städte nach ihrer Lebensqualität belegte Chennai im Jahre 2018 den 151. Platz unter 231 untersuchten Städten weltweit. Die Stadt lag damit im indischen Vergleich hinter Hyderabad und Pune (beide Platz 142) und Bengaluru (Platz 149), aber vor Mumbai (Platz 154), Kalkutta (Platz 160)  und Delhi (Platz 162).

## Verkehr

### Straßenverkehr

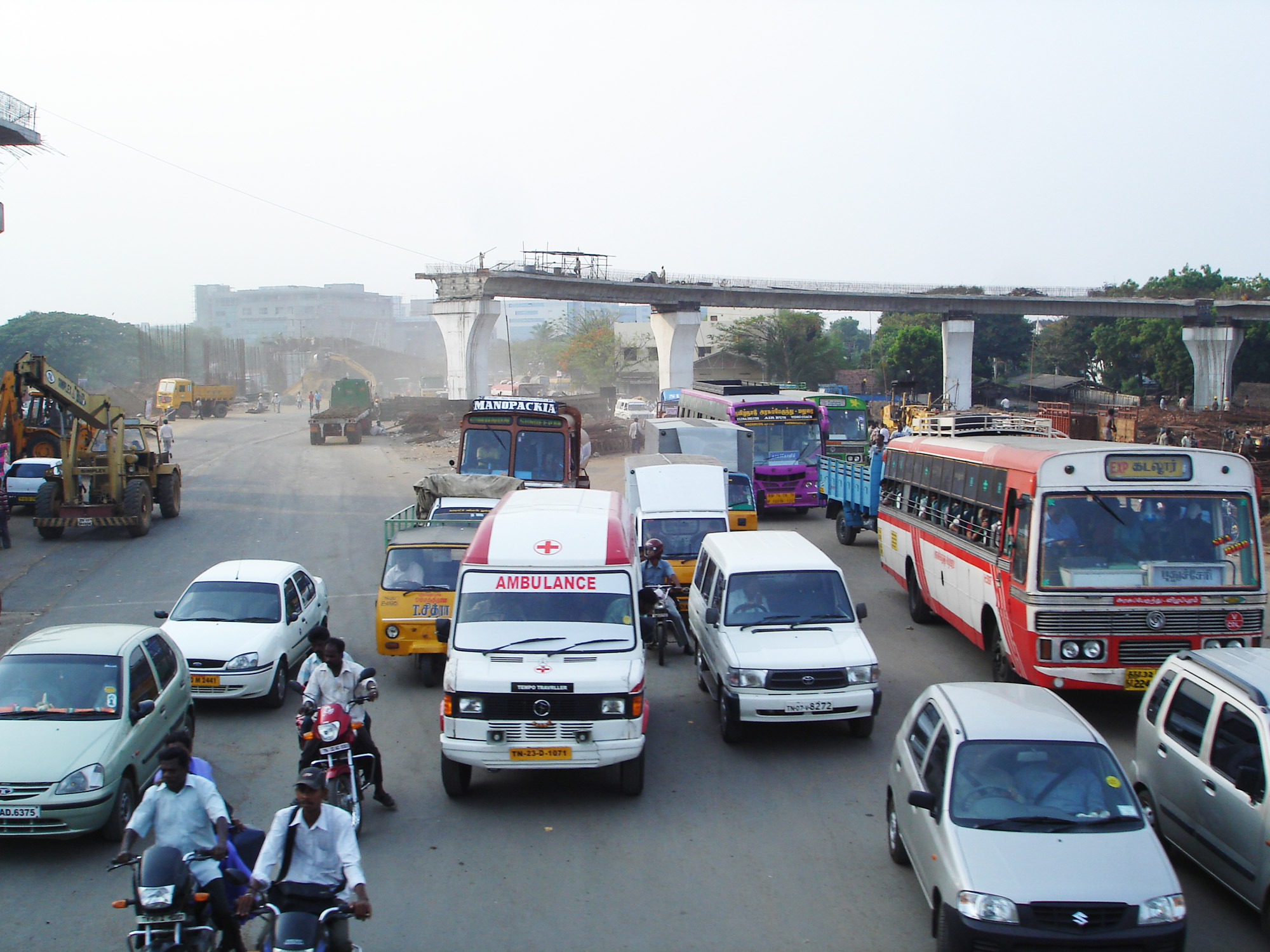
Verkehr an der Kathiapara Junction

Durch Bevölkerungswachstum und steigende Motorisierung der Bevölkerung nimmt das Verkehrsaufkommen in Chennai konstant zu. 2011 gab es in Chennai 2,6 Millionen Motorräder und 560.000 Automobile, zehn Jahre zuvor waren beide Werte noch nicht einmal halb so groß. Resultat sind zunehmende Verkehrsprobleme und Umweltverschmutzung. Chennai verfügt über ein relativ großes und weitverzweigtes öffentliches Nahverkehrswesen, das zwar sehr leistungsfähig, aber trotzdem zeitweise überlastet ist. Der Busverkehr wird von der staatlichen Metropolitan Transport Corporation (MTC) betrieben. Sie verfügte 2020 über eine Flotte von über 3800 Bussen und transportiert jeden Tag durchschnittlich 3,1 Millionen Fahrgäste. Autorikschas stellen eine wichtige Ergänzung zum öffentlichen Nahverkehr dar.
Vier große Fernstraßen führen aus Chennai heraus: Der National Highway 5 verläuft entlang der indischen Ostküste nach Norden, der National Highway 205 verbindet Chennai mit Tirupati und Anantapur im Nachbarbundesstaat Andhra Pradesh, der National Highway 4 führt über Bengaluru nach Mumbai, und der National Highway 45, auch Grand Southern Trunk Road genannt, verläuft als wichtigste Verkehrsader Tamil Nadus in Richtung Tiruchirappalli. Die Abschnitte der National Highways 4 und 5 wurden im Rahmen des Golden-Quadrilateral-Projektes vierspurig ausgebaut. Entlang der Ostküste nach Süden in Richtung Puducherry führt die landschaftlich schöne East Coast Road (ECR). Es bestehen zahlreiche Überlandbusverbindungen in alle Städte der näheren und mittleren Umgebung. Der Chennai Mofussil Bus Terminus (CMBT) im Stadtteil Koyambedu, an dem alle Überlandbusse starten, ist der größte Busbahnhof Asiens.

### Schienenverkehr

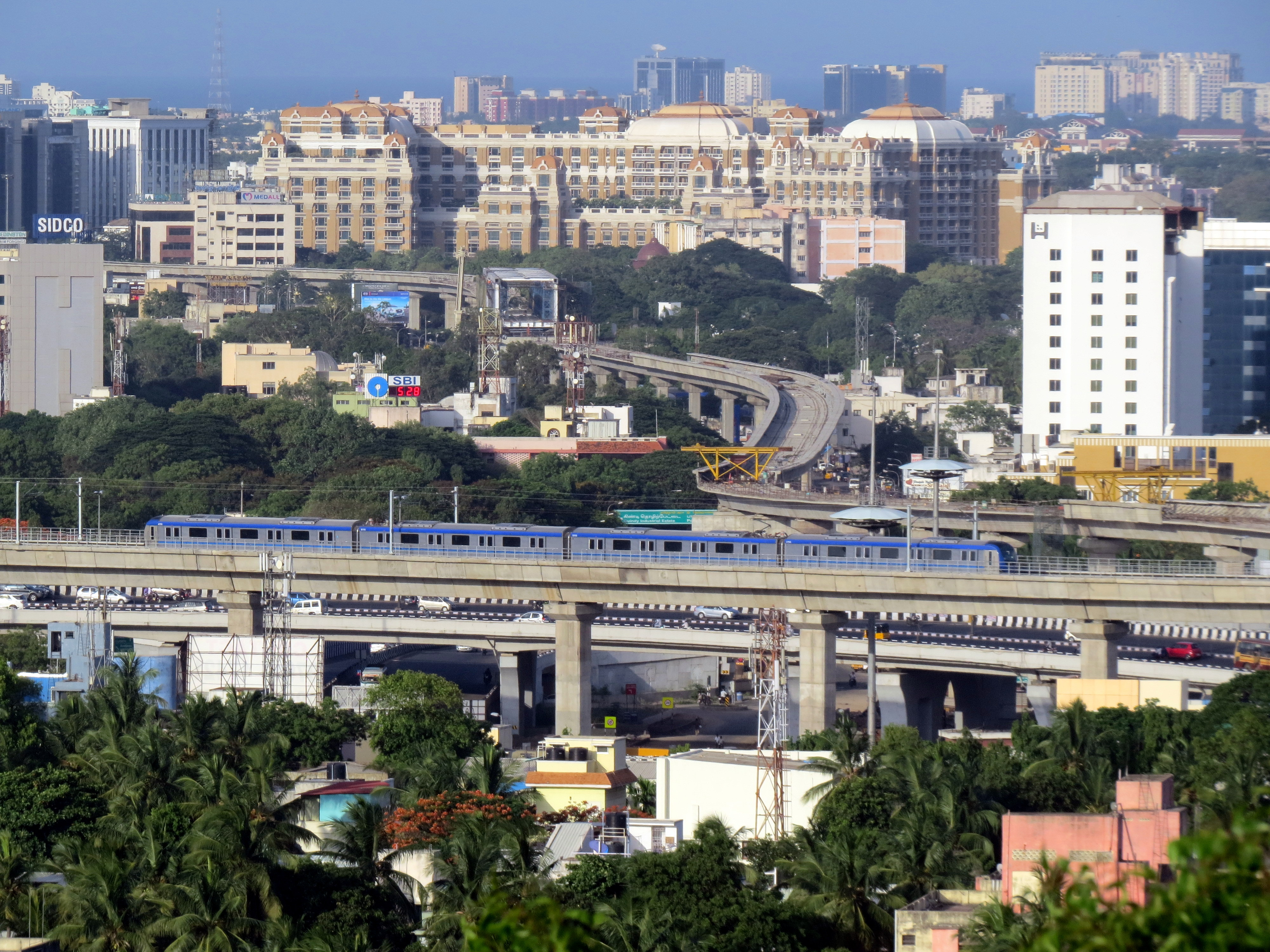
Zug der Metro Chennai auf einer Hochbahnstrecke

Von Chennai aus gibt es sehr gute Eisenbahnverbindungen zu allen wichtigen Städten des Landes. Die Stadt ist Sitz der Southern Railway, einer Regionalgesellschaft der Indian Railways. Die zwei wichtigsten Bahnhöfe sind Chennai Central und Chennai Egmore. Von Chennai Central bestehen Verbindungen in andere Städte Indiens, während vom Bahnhof Chennai Egmore hauptsächlich Züge in andere Teile Tamil Nadus abfahren.
Das Vorortbahnsystem (Chennai Suburban Railway) besteht aus drei Linien, die von den Bahnhöfen Chennai Central und Chennai Beach nach Norden (über Ennore nach Sullurpeta), Westen (über Avadi nach Tiruttani) und Süden (über Tambaram nach Chengalpattu) führen. Zusätzlich führt die Hochbahn Chennai Mass Rapid Transit System (MRTS) aufgeständert dem Buckingham Canal nach Velachery im Süden Chennais. Seit Juni 2015 ist der erste Abschnitt der Metro Chennai in Betrieb. Mit der Fertigstellung der ersten Ausbauphase wird das Streckennetz zwei Linien mit einer Gesamtlänge von 45 Kilometern umfassen.

### Flugverkehr

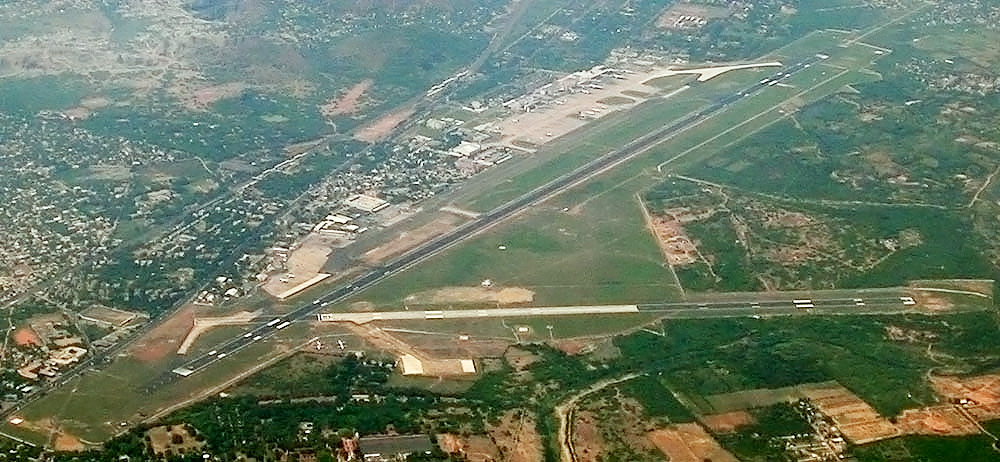
Der Flughafen Chennai

Chennai verfügt über einen großen internationalen Flughafen, den Chennai International Airport, der rund 15 Kilometer südwestlich des Stadtzentrums in Meenambakkam gelegen ist. Nach den Flughäfen Mumbai und Delhi ist er der drittwichtigste Flughafen Indiens. Über 30 Fluggesellschaften bieten Verbindungen zu anderen Flughäfen Indiens, Asiens, Europas und Nordamerikas an. 2009/2010 betrug das Passagieraufkommen 10,5 Millionen.

### Schifffahrt
Der Hafen von Chennai ist nach dem von Mumbai der zweitgrößte Hafen Indiens. Seit 1916 verkehrt auf dem Hafengelände die Madras Port Trust Railway. 2010/2011 betrug die Menge des Güterumschlags 61,5 Millionen Tonnen. Ein zweiter großer Hafen befindet sich im nördlichen Vorort Ennore. Der Hafen von Royapuram wird von der Fischereiflotte genutzt.

## Bildung
Die University of Madras (Universität von Madras) wurde 1857 gegründet und ist damit eine der ältesten Universitäten Indiens. Der Hauptcampus liegt gegenüber dem Marina Beach. Es gibt drei weitere Campus in Chepauk, Guindy und Taramani. 2002 gingen alle technischen Colleges der Universität an die Anna University über.

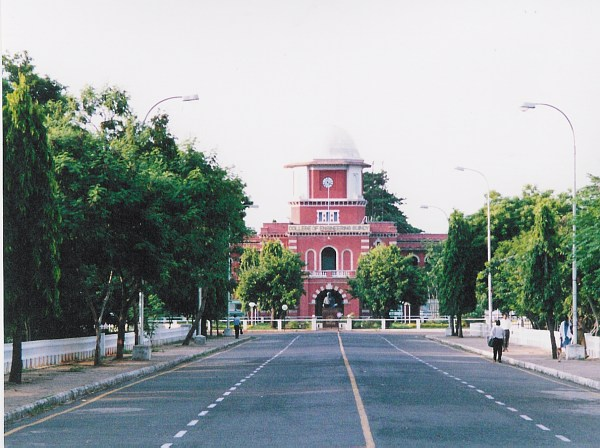
Anna University Campus 2006.

Die Anna University (Anna Universität) gehört zu den wichtigsten Technischen Universitäten Indiens. Sie wurde am 4. September 1978 unter dem Namen Perarignar Anna University of Technology (PAUT) gegründet und trägt seit 1982 den heutigen Namen. Der Hauptcampus liegt im Südteil Chennais und umfasst mehr als 40 Hektar. Das Madras Institute of Technology in Chrompet bildet den zweiten Campus mit über 20 Hektar. Der dritte Campus ist in Taramani. Der Anna University Amendment Act von 2001 vereinte mit mehr als 225 Colleges fast alle Technischen Colleges des indischen Bundesstaates Tamil Nadu unter dem Dach der Anna University. Das wichtigste College der Universität ist das College of Engineering, Guindy (CEG), aus dem die Universität hervorging, das 1794 als Vermessungsschule gegründet wurde und damit das zweitälteste College für Ingenieurwesen der Welt ist.
Das Indian Institute of Technology Madras (IIT Madras) ist das drittgrößte der sieben Indischen Institute für Technologie, einer der Hauptbildungseinrichtungen für Ingenieurwesen in Indien. Es wurde 1959 gegründet und hat heute fast 360 Fakultäten mit 4000 Studenten und 1250 Angestellte. Das Institut bietet Undergraduate, Postgraduate und Forschungs-Diplome in 15 Disziplinen in Ingenieurwesen, Naturwissenschaften, Geisteswissenschaften und Management an. Der private Campus von 240 Hektar, der zu 75 Prozent aus Parklandschaft besteht, schließt an den Guindy Nationalpark an und verfügt über eine reiche Population an Rotwild, Hirschziegenantilopen und vielen anderen Wildtieren.
Die Bildungsangebote sind reichhaltig: Neben den zwei größten und bekanntesten Universitäten in Chennai existieren auch eine ganze Reihe von Colleges und Schulen. Die bekannteste Schule ist die American International School.
Weiterhin gibt es eine Vielzahl von Colleges und Instituten:
Sri Venkateswara College of Engineering (Sriperumbudur), Pachaiappa College (Poonamalee High Road), National Institute for Fashion Technology (NIFT), The Madras School of Social Work (Egmore), Vivekananda College, The New College (Royepettah), Kandaswamy Naidu College (Anna Nagar), Kilpauk Medical College (Kilpauk), Madras Medical College, Stella Maris College for Women, Ethiraj College for Women, Queen Mary's College for Women, Meenakshi College for Women, Quaid-e-Millet College for Women, YMCA College of Physical Education (Nandanam), Anna Adarsh College for Women, D G Vaishnav College, M O P Vaishnav College for Women, Guru Nanak College, Saveetha Engineering College, MNM Jain Engineering College, KCG College of Technology, Thangavelu Engineering College, Central Instructional Media Institute (CIMI) (Guindy), das Institute of Mathematical Sciences Chennai (IMSC), das Rajalakshmi Engineering College und das Chennai Mathematical Institute (CMI).

Das Loyola College ist ein Undergraduate College und wurde 1925 von dem Jesuiten Francis Bertram gegründet. Es gilt als eines der besten Kunstcolleges Indiens. Unter dem Namen Stanley Medical College sind das Government Stanley Medical College und das Government Stanley Hospital bekannt. Sie gehören zu den ältesten medizinischen Ausbildungsstätten. Der Ursprung dieser Institution ist die 1740 von der Britischen Ostindien-Kompagnie gegründete medizinische Einrichtung. Das mit dem College verbundene hoch angesehene Stanley Hospital verfügt über 1271 Betten und Operationsmöglichkeiten für 4312 Patienten am Tag. Das Institut für plastische Chirurgie und Wiederherstellung von Handverletzungen gehört zu den besten in Südostasien. Das Crescent Engineering College (Halbmond College für Ingenieurwesen) wird von der All India Islamic Foundation unterhalten. Es wurde 1984 durch die Bundesregierung von Tamil Nadu als islamisches Minderheitencollege gegründet und bietet Technische Undergraduate- und Postgraduate-Abschlüsse an. Das 1948 gegründete Central Leather Research Institute (CLRI, Zentrales Lederforschungsinstitut) unter dem Dach des Council of Scientific and Industrial Research (CSIR of India) der ist das weltgrößte Forschungs- und Entwicklungsinstitut in diesem Spezialgebiet. Das 1970 als Non-Profit-Organisation gegründet Institute for Financial Management and Research (IFMR, Institut für Finanzmanagement und -forschung) wird von der Industrie finanziert, ist von der indischen Regierung als sozialwissenschaftliches Forschungsinstitut anerkannt und bietet Abschlüsse in Finanzwirtschaft und Ökonomie.

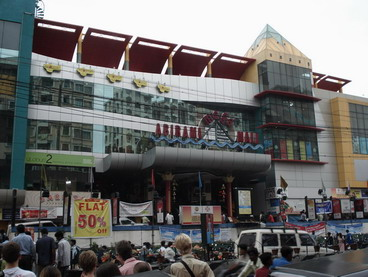
Ein Einkaufszentrum im Stadtteil Egmore

Das bekannteste Institut im Bereich der Tiermedizin TANUVAS, Tamil Nadu Veterinary and Animal Science University, geht auf eine Gründung im Jahr 1876 zurück.